# Culture de la Macédoine du Nord

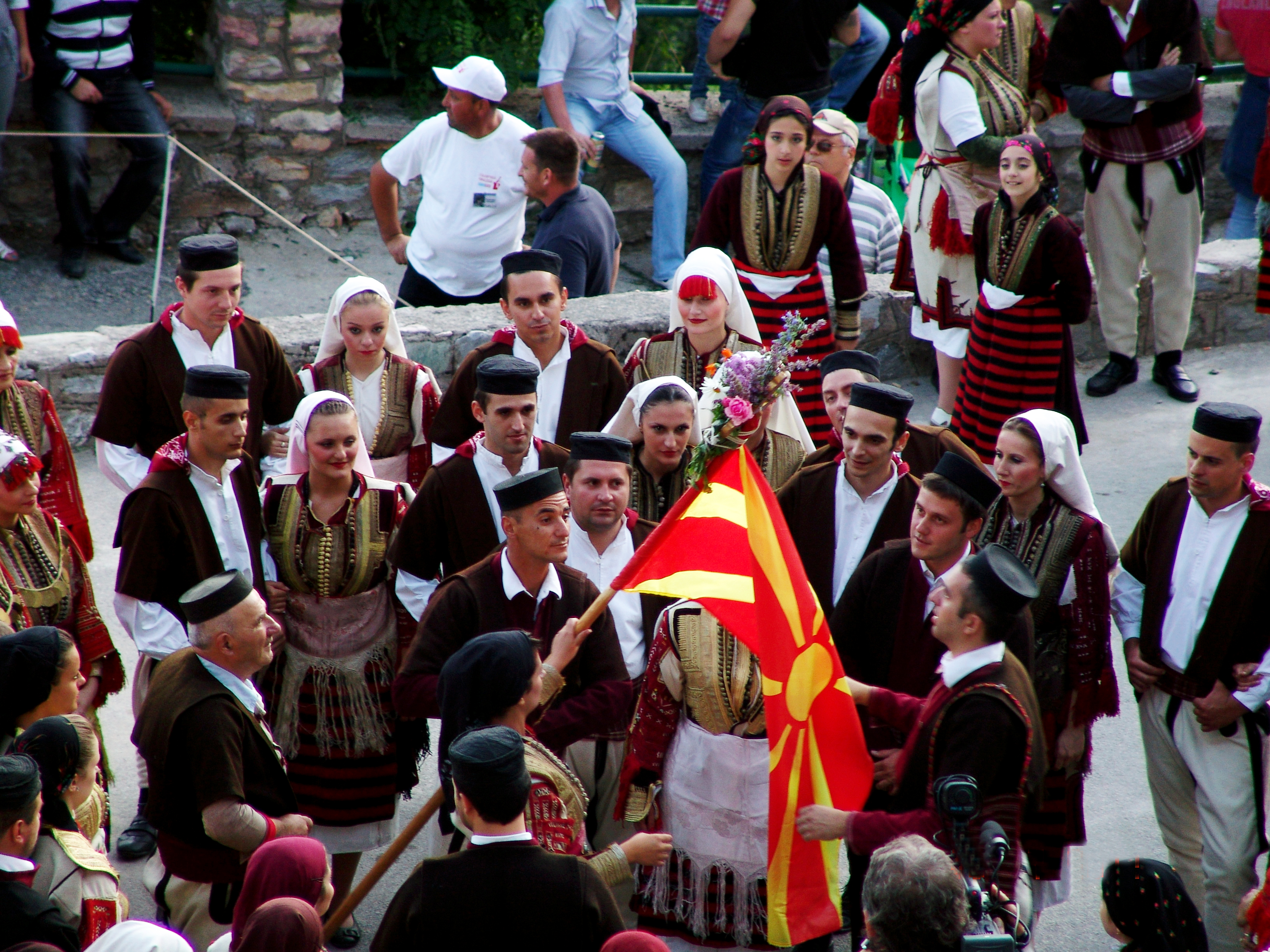
Mariage traditionnel à Galitchnik.

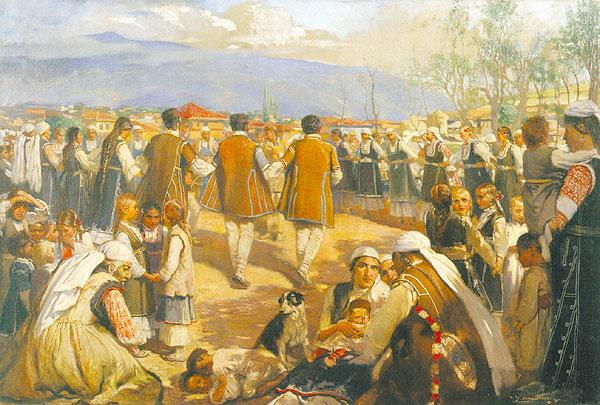
Danse traditionnelle en Macédoine au XIXe siècle.

La culture de la Macédoine du Nord, pays d'Europe du Sud-Est, désigne d'abord les pratiques culturelles observables de ses habitants (2 100 000, estimation 2017).
La Macédoine du Nord est un État du centre des Balkans, sa culture est donc influencée par le passé antique, byzantin et ottoman de la région. Elle se caractérise surtout par l'importance de la culture slave et du christianisme orthodoxe ainsi que de la musique et de la poésie folkloriques. La culture contemporaine du pays s'est surtout développée à l'époque du régime communiste que le pays a connu de 1945 à 1991, avec notamment un essor littéraire et musical. Après son indépendance, le pays a conservé une vie culturelle active, surtout marquée par des festivals folkloriques et contemporains. En plus d'être la patrie du peuple macédonien, majoritaire, le pays compte des minorités albanaises, turques, valaques et tsiganes qui possèdent chacune une culture distincte.

## Langues, peuples, cultures

### Langues
- Langues en Macédoine du Nord
  - Macédonien (66 %), dont de nombreux dialectes
  - Albanais (24 %)
  - Turc (3,54 %)
  - Romani (1,90 %)
  - Serbe (1,20 %)
  - Bosnien (0,42 %)
  - Aroumain (0,34 %)
  - Mégléno-roumain
  - Gagaouze des Balkans

### Ethnies
- Démographie de la Macédoine du Nord
- Groupes ethniques en Macédoine du Nord
  - Macédoniens (64,2 %) ;
  - Albanais (peuple), Albanais de Macédoine du Nord (25,2 %, en 2002), Aroumains (0,5 %) ;
  - Serbes orthodoxes ;
  - Autres slaves méridionaux : Croates, Bosniens, Monténégrins ;
  - Gorans (Serbes musulmans), Torbèches (Macédoniens slaves musulmans), Pomaques (Bulgares musulmans), Moglénites (Valaques musulmans) et slaves musulmans de l'ex-Yougoslavie ;
  - Ashkalis (peuple Rom), Roms « égyptiens », autres Roms (ensemble 45 000 en 2002, 2,7 %) ;
  - Turcs de Macédoine du Nord (77 959 en 2002, 3,9 %)
- Émigration, expatriation, Diaspora macédonienne
- Immigration
- Crise migratoire en Europe (2010-)

## Traditions

### Religions
- Religion en Macédoine du Nord, Religion en Macédoine du Nord (rubriques)
- Christianisme en Macédoine du Nord (65-69 %), Christianisme en République de Macédoine (rubriques)
  - Église orthodoxe macédonienne (64,7 %), Église orthodoxe macédonienne (rubriques)
  - Église grecque-catholique macédonienne (15 307)
  - Catholicisme (0,4 %), Église catholique en Macédoine du Nord
  - Protestantism in Macedonia (en) (61 638,3 %))
- Autres spiritualités
  - Islam (> 600 000, 33,3 %), Islam in the Republic of Macedonia (en)
  - Hindouisme en République de Macédoine
  - Judaïsme (200), Judaïsme en Macédoine du Nord, Histoire des Juifs en Macédoine du Nord
    - Histoire des Juifs à Bitola Monastir

  - Rodnoverie, Néopaganisme slave, Congrès européen des religions ethniques
- Liberté de religion

### Symboles
- Emblème de la Macédoine du Nord, Drapeau de la Macédoine du Nord
- Denes nad Makedonija, hymne national de la Macédoine du Nord

### Folklore et mythologie
- Mythologie slave, Mythologie slave (rubriques)
- Personnages de la mythologie slave
  - Roussalka
- Créatures fantastiques de la mythologie slave
  - Supernatural beings in Slavic folklore (en)
  - Vampire folklore by region (en), Dhampire

### Pratiques
Enlèvement du ou de la mariée devant l'église juste après les noces? Une coutume ou des intimidations? Des conflits intra-communautaires?

### Fêtes
- Fêtes et jours fériés en Macédoine du Nord
- Nouvel An orthodoxe
- Koledari (en)
- Fête du 1er mars en Europe du Sud-Est

## Société
- Macédoniens (peuple)
- Personnalités macédoniennes

### Famille
- Genre : Histoire et Droits LGBT en Macédoine du Nord
- Femmes, Histoire des femmes en Macédoine du Nord
- Naissance
- Noms, Catégorie:Patronyme macédonien[1], Liste de prénoms macédoniens
- Enfance
- Jeunesse
- Sexualité
- Union maritale
- Emploi
- Vieillesse
- Mort
- Funérailles

### Éducation
- Éducation en Macédoine du Nord (en), Éducation en Macédoine du Nord (rubriques),
- Science en Macédoine du Nord, Science en Macédoine du Nord (rubriques)
- List of universities in the Republic of Macedonia (en)
  - Université européenne
- Liste des pays par taux d'alphabétisation
- Liste des pays par IDH

### Droit
- Criminalité en Macédoine du Nord
- Macedonian mafia (en)
- Human rights in the Republic of Macedonia (en)
- Droits LGBT en Macédoine du Nord
- Corruption in Macedonia (en)
- Rapport Macédoine 2016-2017 d'Amnesty International

### Divers
- Costumes nationaux de la Macédoine du Nord
- Histoire culturelle de la Macédoine du Nord

### État
- Histoire de la Yougoslavie (1945-1992), Guerres de Yougoslavie (1991-2001)
- Histoire de la Serbie, Histoire de la Serbie (rubriques)
- Politique en Serbie, Politique en Serbie (rubriques)
- Yougo-nostalgie
- List of wars involving Yugoslavia (en)
- Liste des guerres de la Macédoine
- Nationalisme macédonien
- Albanian nationalism (Republic of Macedonia) (en)

## Arts de la table

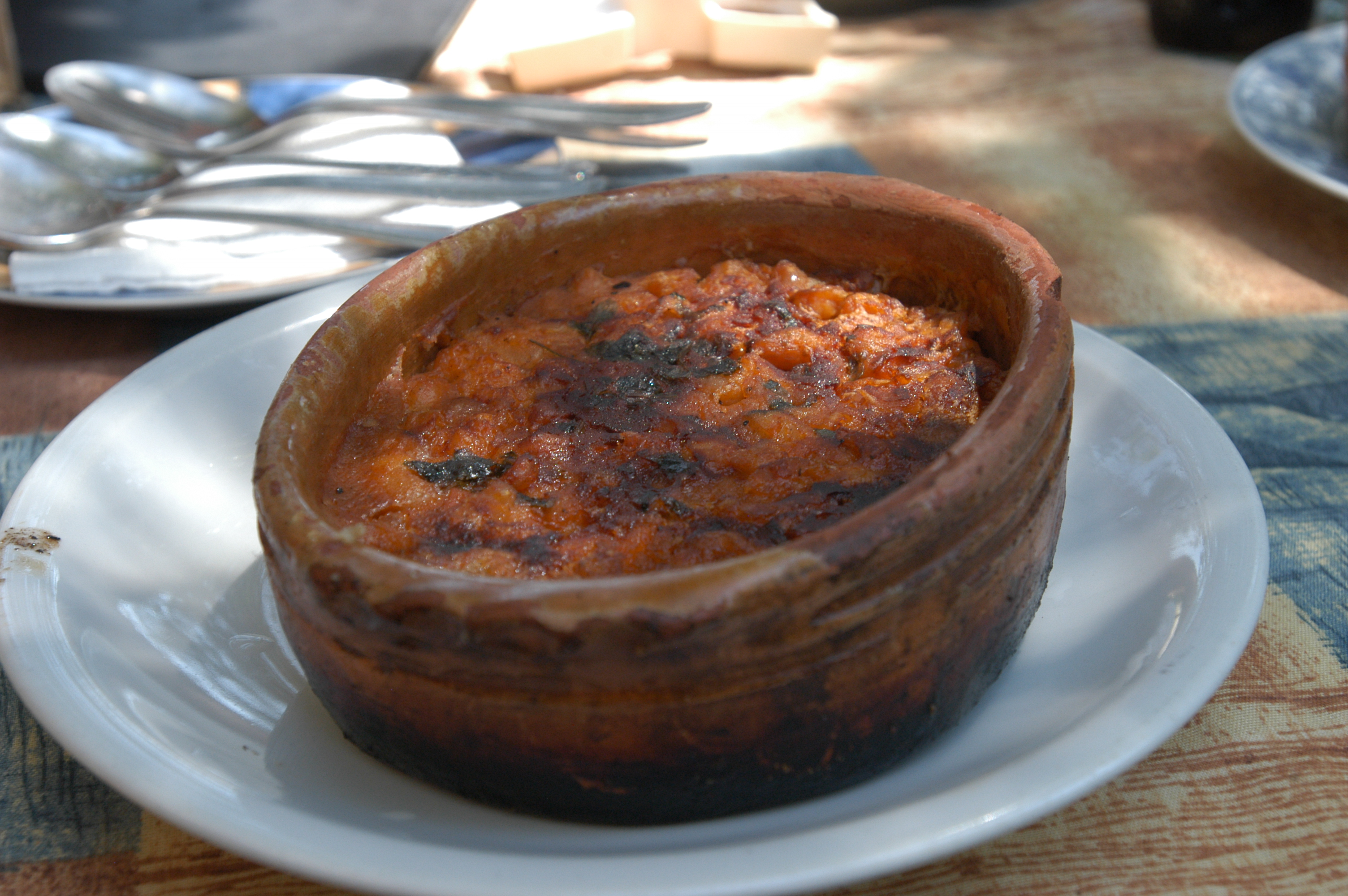
Le tavče gravče, considéré comme le plat national macédonien.

### Cuisine
- Régime méditerranéen, Cuisine méditerranéenne (rubriques)
- Cuisine des Balkans (rubriques), Balkan cuisine (en)
- Cuisine croate (rubriques), cuisine croate
- Cuisine bosnienne (rubriques)
- Cuisine albanaise (rubriques), cuisine albanaise
- Cuisine macédonienne, Cuisine macédonienne (rubriques)
- Cuisine monténégrine
- Kosovan cuisine (en), cuisine turque

### Boissons
- Boissons des Balkans
- Thé, café, CoffeeFest (en), Coffee culture in former Yugoslavia (en)
- Eau minérale, Knjaz Miloš Aranđelovac (KMA)
- Babeurre, Ayran
- Jus de fruits
- Boissons gazeuses
- Boza, Kvas
- Guarana (drink) (en)
- Bière
- Vin, Viticulture en Macédoine du Nord
- Alcools
  - Rakija, Slivovitz, Vinjak
  - Pelinkovac (en), Komovica (en), Gorki list (en)

## Santé
- Santé, Santé publique, Protection sociale
- Santé en Macédoine du Nord, Santé en Macédoine du Nord (rubriques)

- Liste des pays par taux de tabagisme
- Liste des pays par taux de natalité
- Liste des pays par taux de suicide

### Sports
- Sport en Macédoine du Nord, Sport en Macédoine du Nord (rubriques)

- Sportifs macédoniens
- Sportives macédoniennes
- Macédoine du Nord aux Jeux olympiques
- Macédoine du Nord aux Jeux paralympiques, Jeux paralympiques

### Arts martiaux
- Arts martiaux en Macédoine du Nord
- Liste des arts martiaux et sports de combat
- Boxe, Karaté

### Yougoslavie (1945-1992)
- Sport en Yougoslavie, Sport en Yougoslavie (rubriques)
- Sportifs yougoslaves, Sportives yougoslaves
- Yougoslavie aux Jeux olympiques

### Autres
- Échecs

## Média
- Média en Macédoine du Nord (en), Média en Macédoine du Nord (rubriques),
- Télécommunications en Macédoine du Nord (en), Télécommunications en Macédoine du Nord (rubriques)
- Journalistes macédoniens
- Censure en Macédoine du Nord

### Presse écrite
- Presse écrite en Macédoine du Nord, Presse écrite en Macédoine du Nord (rubriques)
- Liste de journaux en Macédoine du Nord
- Liste des magazines en Macédoine du Nord (en)

### Radio
- Radio en Macédoine du Nord, Radio en Macédoine du Nord (rubriques)
- Radio-télévision en Macédoine du Nord
- Liste des stations de radio en Macédoine du Nord (en)

### Télévision
- Télévision en Macédoine du Nord (en), Télévision en Macédoine du Nord (rubriques)

### Internet (.mk)
- Internet en Macédoine du Nord, Internet en Macédoine du Nord (rubriques)
- Blogueurs macédoniens
- Sites web macédoniens
- Press Reader[2] (Bulac/Inalco)

## Littérature

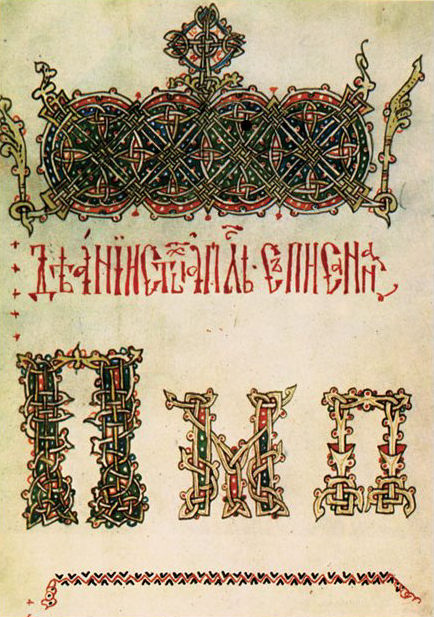
Manuscrit du XV.

- Littérature macédonienne, Littérature macédonienne (rubriques)
- Écrivains macédoniens, Liste alphabétique d'écrivains macédoniens
  - Luan Starova (1941-), Bogomil Gurzl (1939-), Eftim Kletnikov (1946-)...
- Festivals littéraires : Soirées poétiques de Struga
- Prix littéraires en République de Macédoine
- Académie macédonienne des sciences et des arts
- Bibliothèque nationale et universitaire Saint-Clément-d'Ohrid

Les dialectes macédoniens sont écrits pour la première fois au Moyen Âge. Les textes des Saints Cyrille et Méthode, qui datent du IXe siècle, sont considérés comme les premiers écrits en macédonien, puisque les auteurs ont utilisé le dialecte des Slaves de Thessalonique. Ils inventent aussi le premier alphabet slave, le glagolithique. Leurs disciples, Clément et Naum fondent à Ohrid la première université slave et deux monastères. Leur œuvre est considérable, puisqu'ils réforment le glagolithique, qui devient l'alphabet cyrillique, et font du vieux-slave la langue liturgique des Slaves. Sous Clément et Naum, l'université d'Ohrid forme 3 500 prêtres et professeurs ; après leur mort, elle décline mais continue d'exister jusqu'en 1767.
Les monastères macédoniens produisent ensuite de nombreux manuscrits en langue slave, mais, à partir du XIVe siècle, l'occupation ottomane puis l'hégémonie grecque sur l'Église orthodoxe font décliner cette production religieuse. Seuls quelques rares monastères isolés continuent alors à écrire en langue slave et à traduire des ouvrages grecs en dialectes macédoniens.

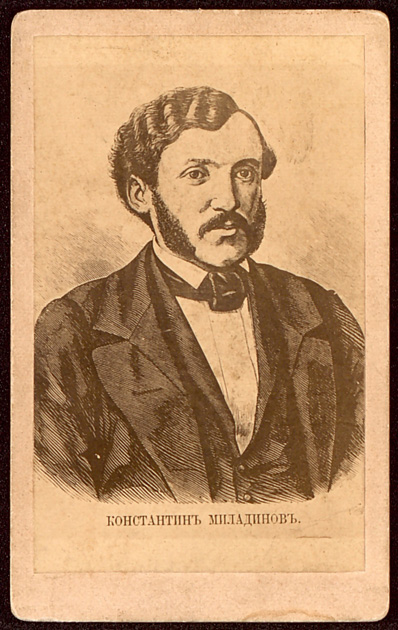
Konstantin Miladinov

L'enrichissement de quelques Macédoniens au XVIIIe siècle encourage une littérature macédonienne primitive et, en 1792, Marko Todorovitch publie à Vienne le premier livre en macédonien, il s'agit d'un manuel de lecture. Plus tard, en 1814, Joachim Krčovski publie un travail religieux et en 1816, Ciril Peychinovsky publie un recueil folklorique à Budapest. Ces écrivains écrivent en bulgare ; ainsi, les livres de Joachim Krčovski sont considérés comme des ouvrages bulgares. Le développement d'une élite slave se poursuit avec l'ouverture en 1838 de la première imprimerie slavo-macédonienne à Thessalonique puis par l'ouverture dans les années 1840 de plusieurs écoles de langue slave dans la région. La communauté intellectuelle macédonienne comprend alors surtout des instituteurs et des prêtres.
À partir des années 1840, la littérature s'enrichit vite, notamment grâce à des auteurs comme les frères Miladinov (bulgares), qui colectent de très nombreux poèmes folkloriques pour les publier. Quelques manuels de langue macédonienne sont également publiés, mais leur impression reste chère et leur diffusion très limitée. Très peu de Slavo-macédoniens ont alors une conscience nationale ou régionale et personne à l'étranger ne les reconnaît comme un peuple à part entière. Les frères Miladinov appartiennent à la deuxième génération littéraire, marquée par l'éloignement des textes religieux. Le début du XXe siècle est marqué par la publication des premières pièces de théâtre en macédonien et par un renouveau de la poésie, illustré notamment par Kotcho Ratsin.
Il faut attendre 1945 pour que le macédonien soit codifié, devienne langue officielle et pour qu'il soit reconnu comme une langue à part entière. La littérature contemporaine se caractérise par le réemploi de la tradition nationale et par l'emprunt à la vie et au langage quotidien.

## Artisanat
- Arts appliqués, Arts décoratifs, Arts mineurs, Artisanat d'art, Artisan(s), Trésor humain vivant, Maître d'art
- Artisanat par pays, Artistes par pays

Les savoir-faire liés à l’artisanat traditionnel relèvent (pour partie) du patrimoine culturel immatériel de l'humanité.
Mais une grande partie des techniques artisanales ont régressé, ou disparu, dès le début de la colonisation, et plus encore avec la globalisation, sans qu'elles aient été suffisamment recensées et documentées.

### Arts graphiques
- Calligraphie, Enluminure, Gravure, Origami

### Design
- Designers macédoniens

### Textiles
- Arts textiles, Fibre, Fibre textile, Design textile
- Mode, Costume, Vêtement, Confection de vêtement, Stylisme
- Technique de transformation textile, Tissage, Broderie, Couture, Tricot, Dentelle, Tapisserie,
- Stylistes macédoniens

#### Costumes traditionnels

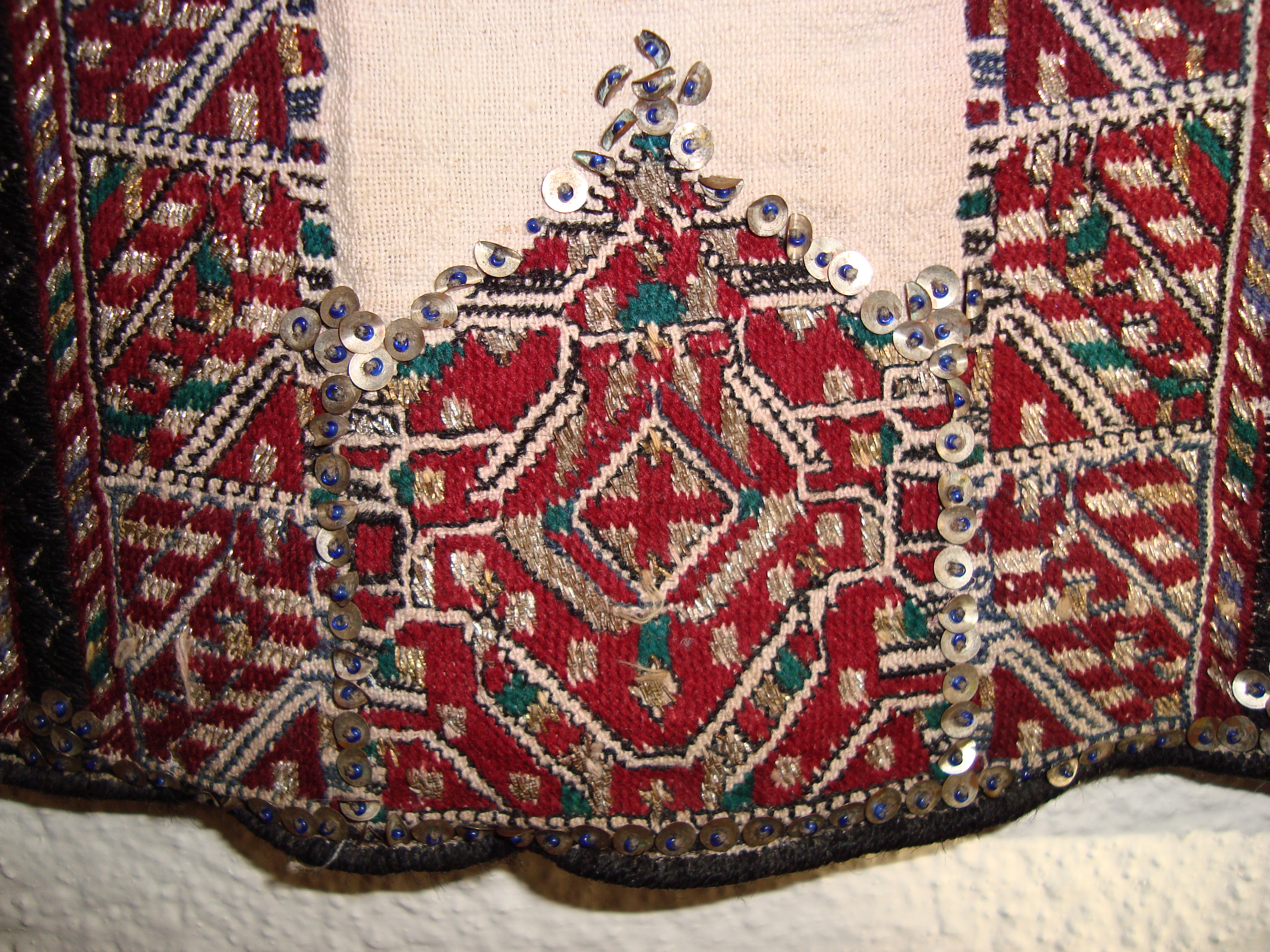
Broderie de la région de Tetovo.

Les costumes macédoniens sont représentatifs de l'art vestimentaire balkanique et ont connu leur apogée au début du XXe siècle. Aujourd'hui, ils sont portés uniquement pendant des festivals folkloriques. Ils sont généralement faits en laine, en lin, en coton et en chanvre. Chaque région possède un costume particulier, et il existe environ 70 costumes différents à travers le pays. Leur richesse vient des broderies, des éléments en métal et des points de tricot variés.
On distingue les costumes de la Macédoine du Nord occidentale par l'usage de nombreuses pièces d'habillement, de coiffes, de broderies particulières et par la couleur rouge omniprésente. Ceux de la Macédoine orientale sont plus légers et plus sobres, les bijoux et les couleurs sont moins ostentatoires.
Le costume traditionnel des femmes macédoniennes comprend une chemise, un tablier, une ceinture, une coiffe, un manteau, un gilet sans manches et un caftan. Ce dernier est relevé vers le haut et tenu par la ceinture, ce qui forme une poche servant à ranger des objets. Les coiffes sont longues, elles descendent jusqu'aux genoux. Le costume masculin est quant à lui composé d'un maillot de corps, d'un gilet, d'une jupe, de chaussettes, de jarretières, d'une cape d'astrakan, et de nombreux éléments de tissu enroulés sur les bras et les jambes.

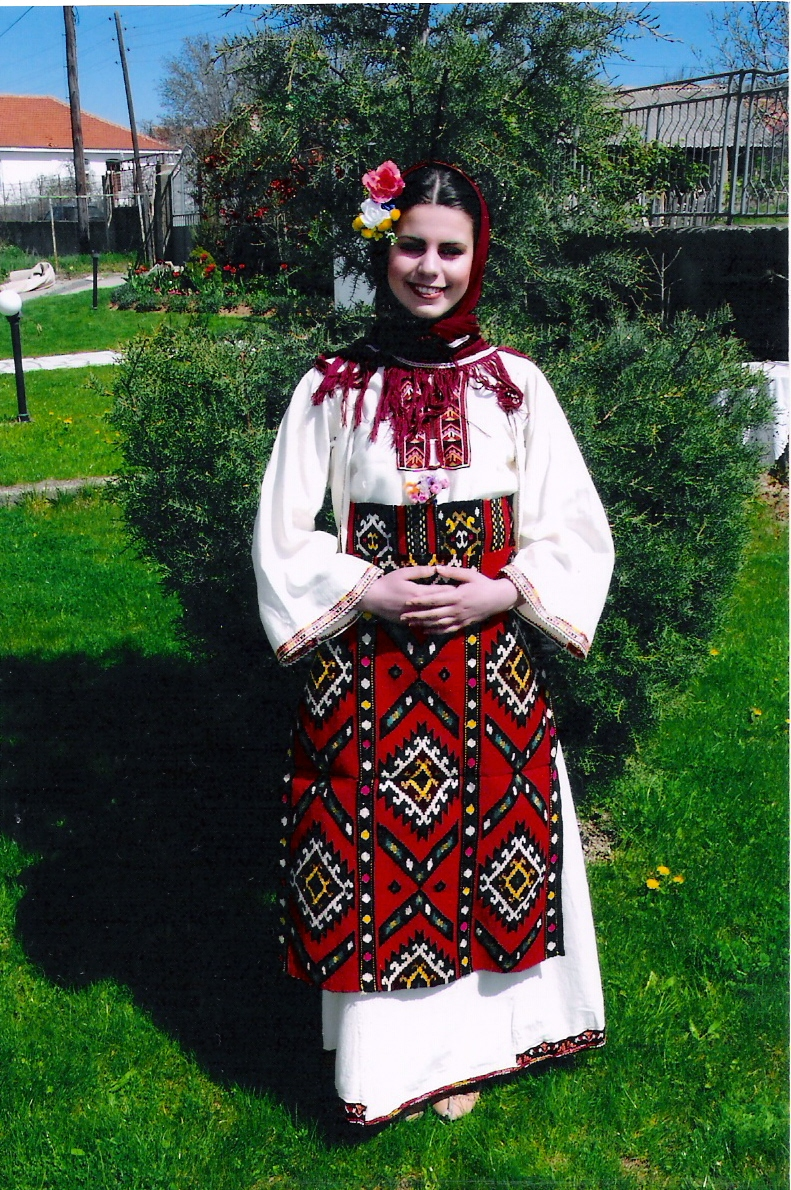
Costume féminin de Koumanovo.
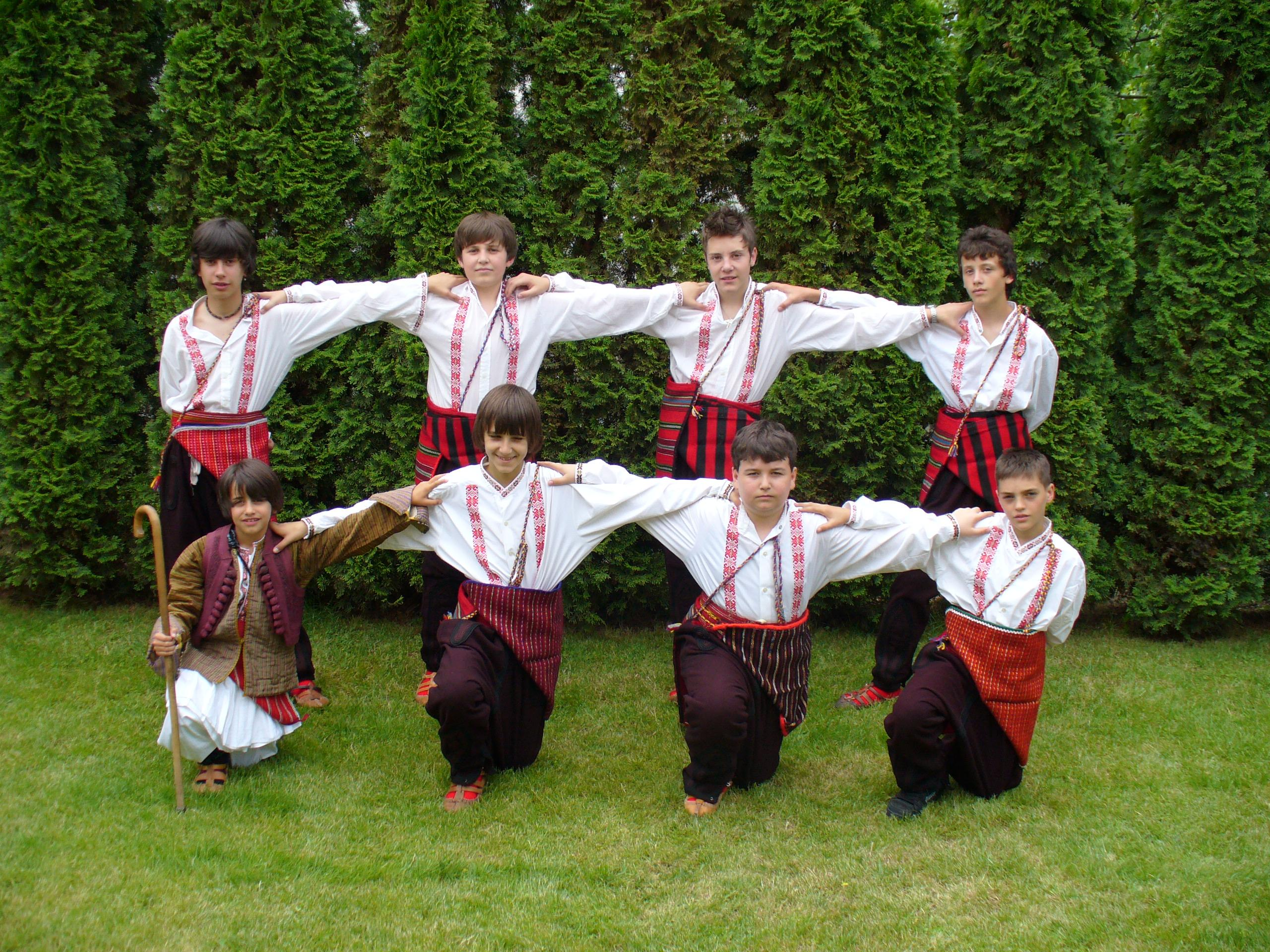
Costume masculin du Kaladji.
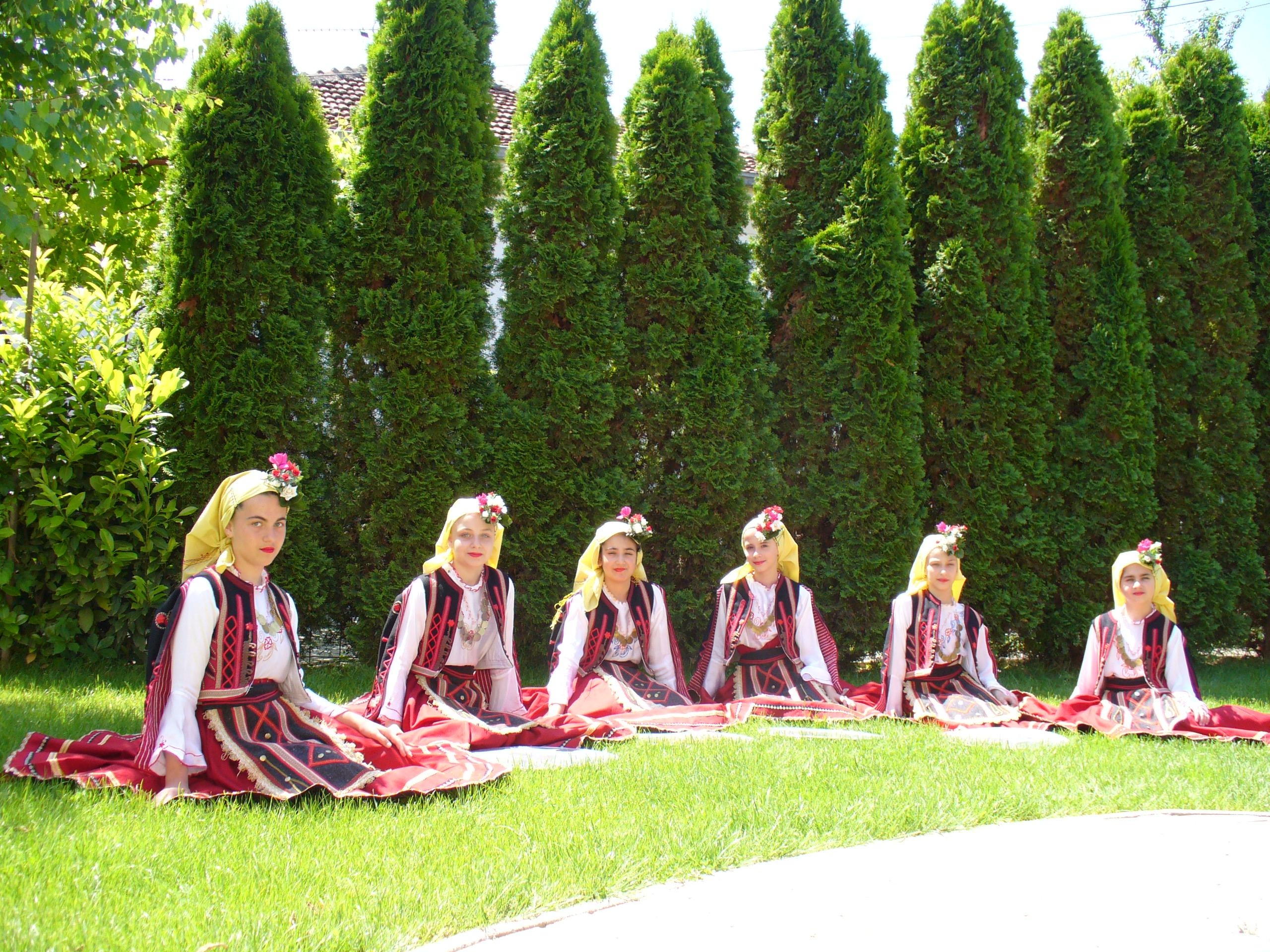
Costume féminin du Kaladji.
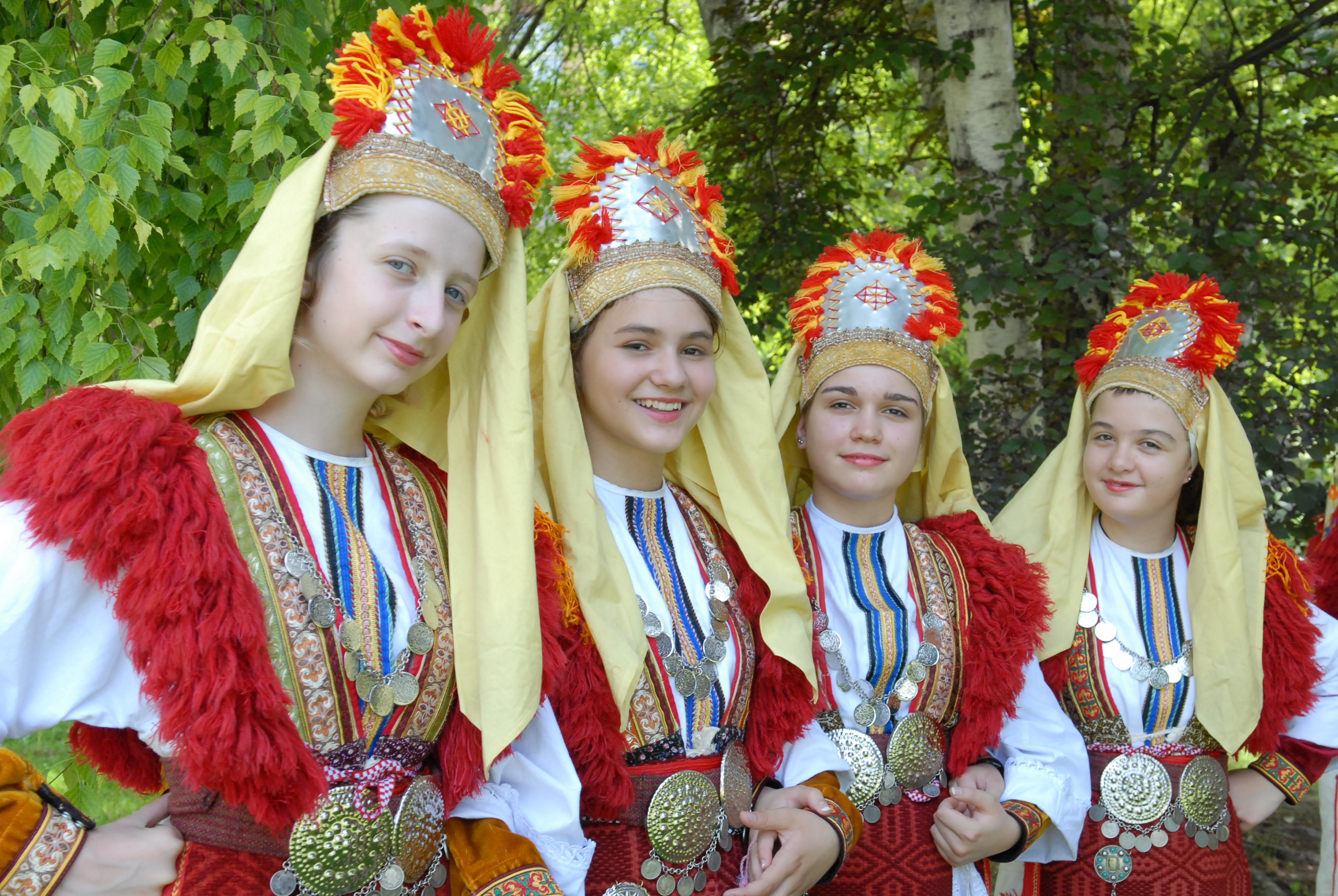
Costume féminin du Mariovo.
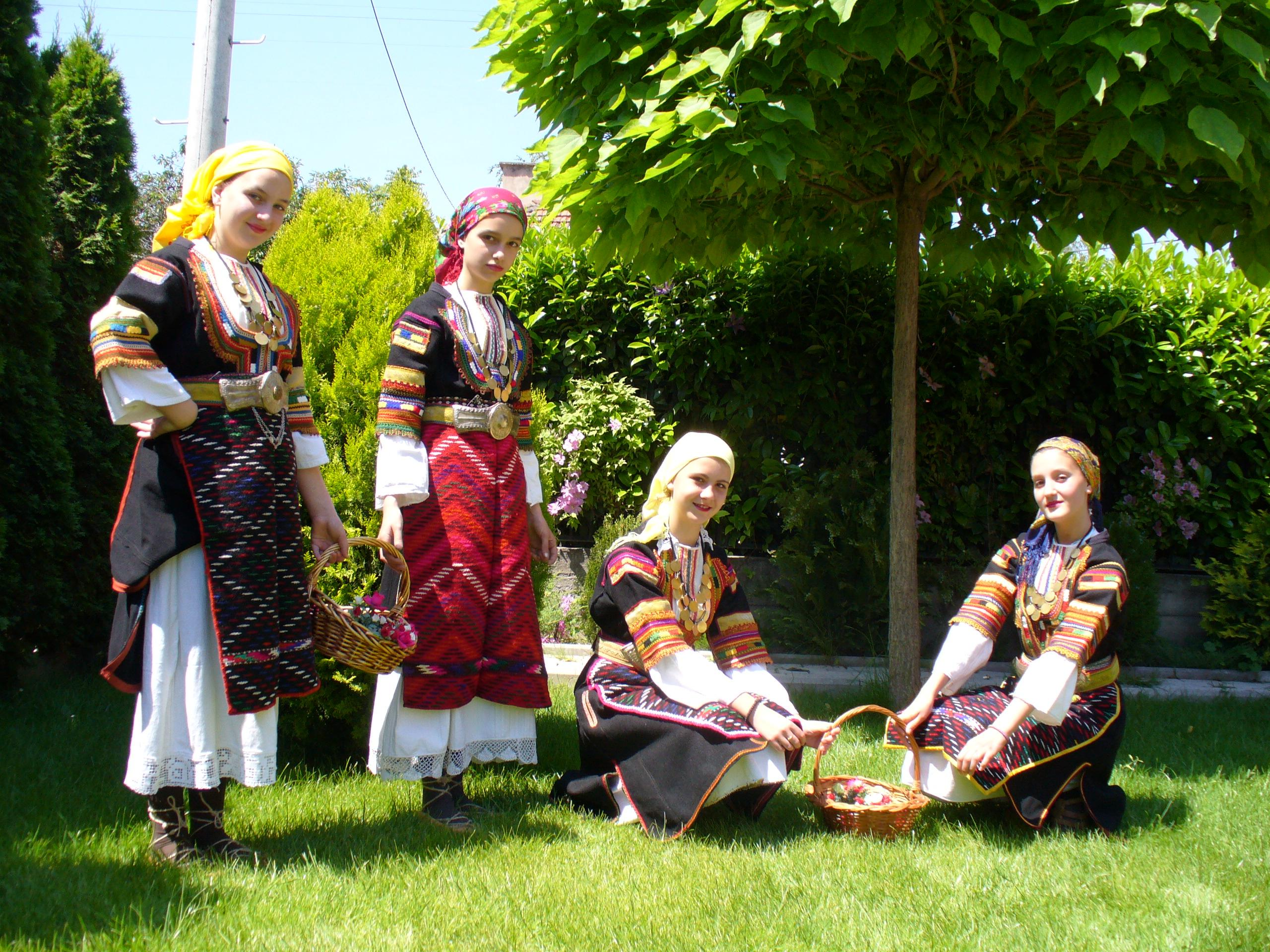
Costume féminin de l'Est.
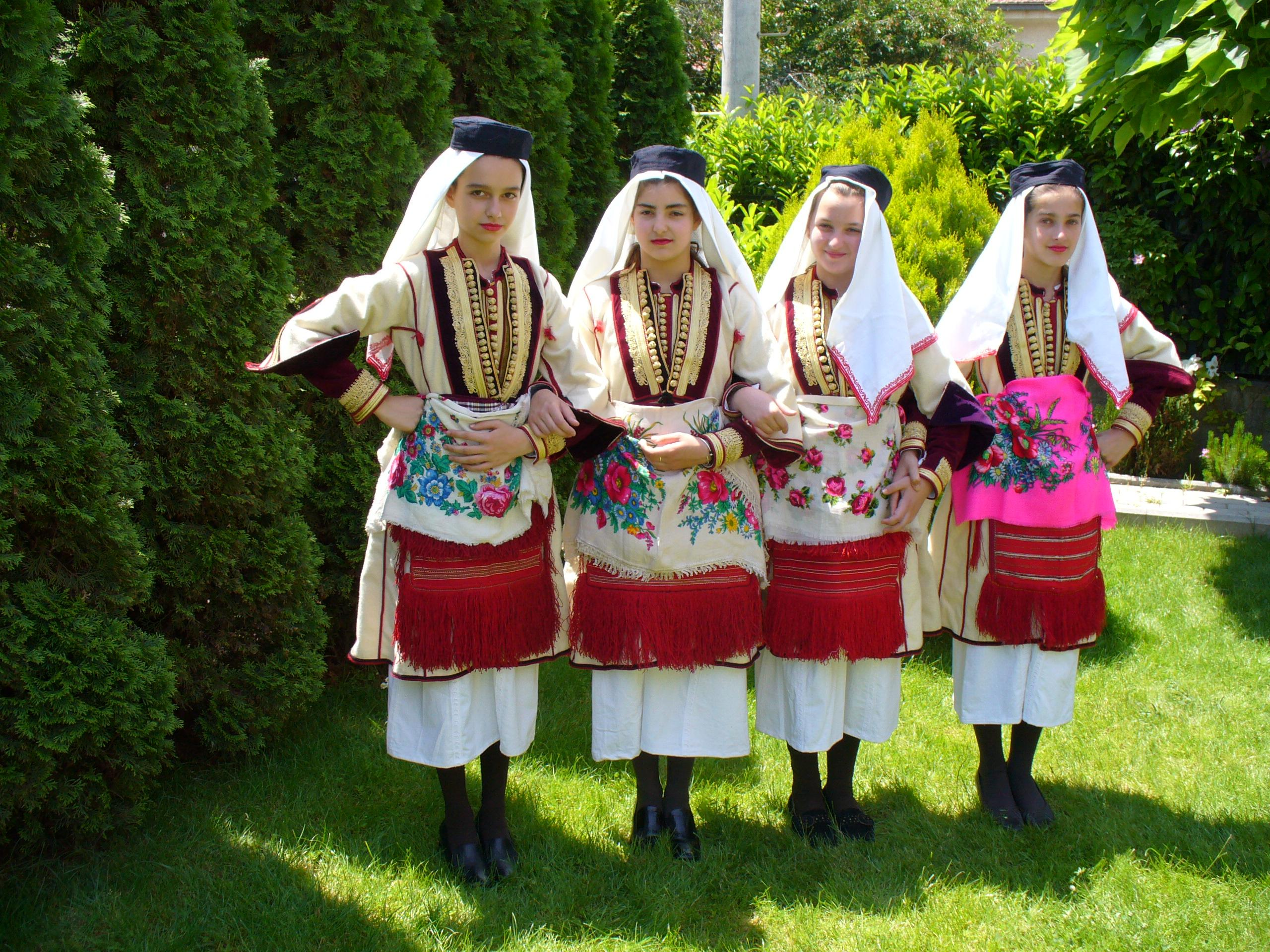
Costume féminin Miyak (environs de Galitchnik).
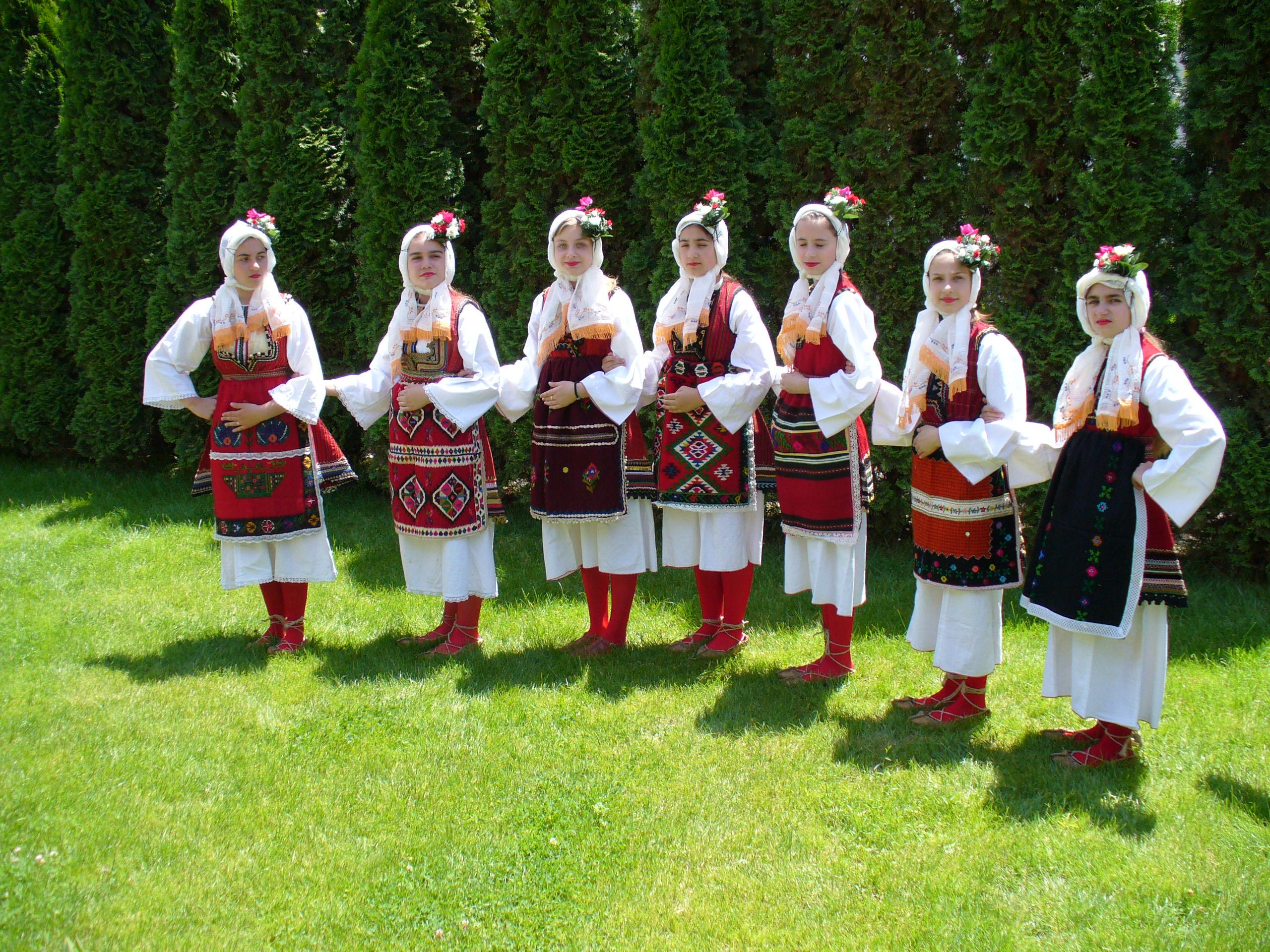
Costume féminin de la vallée du Vardar.
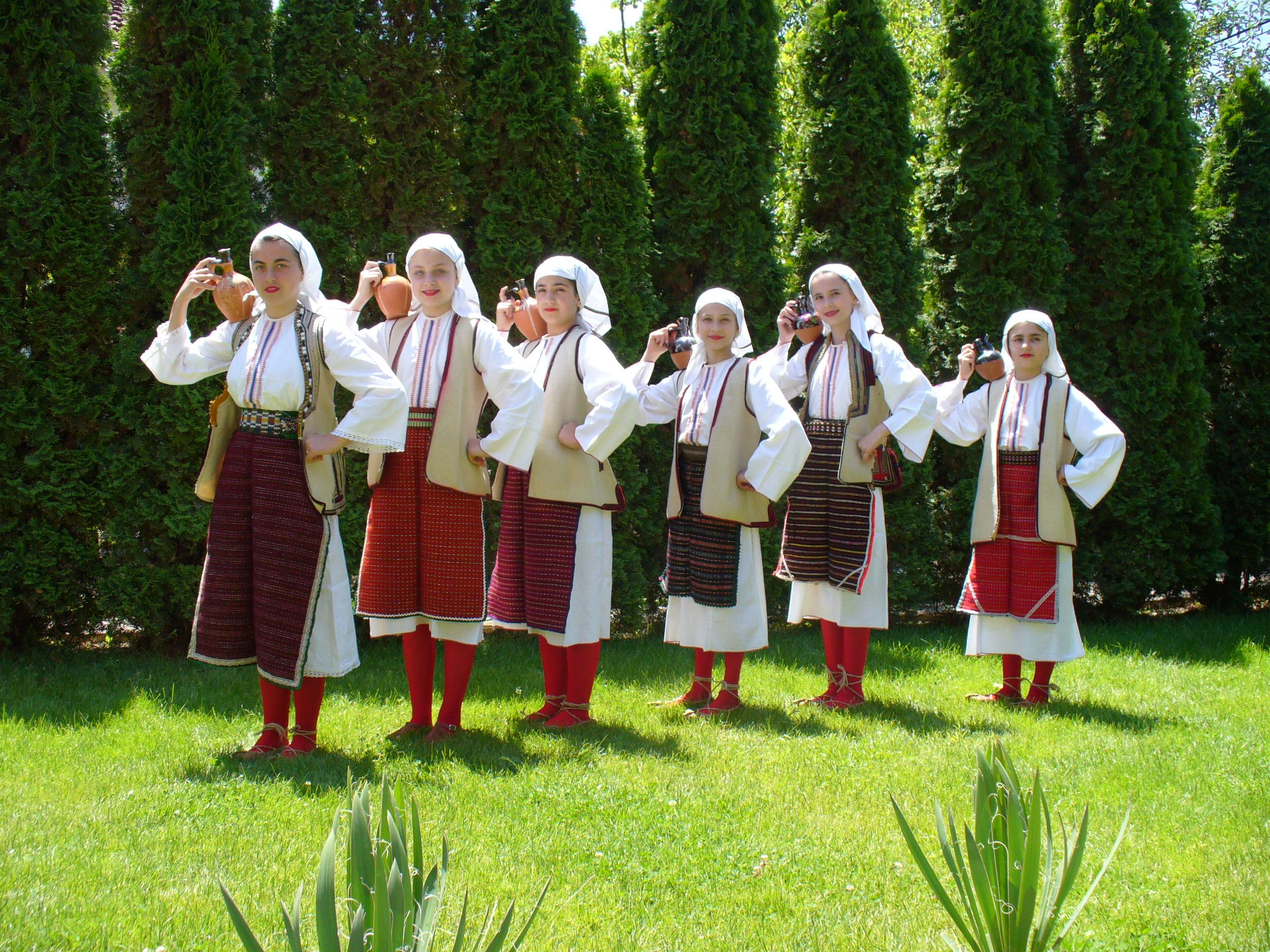
Costume féminin de Prilep.
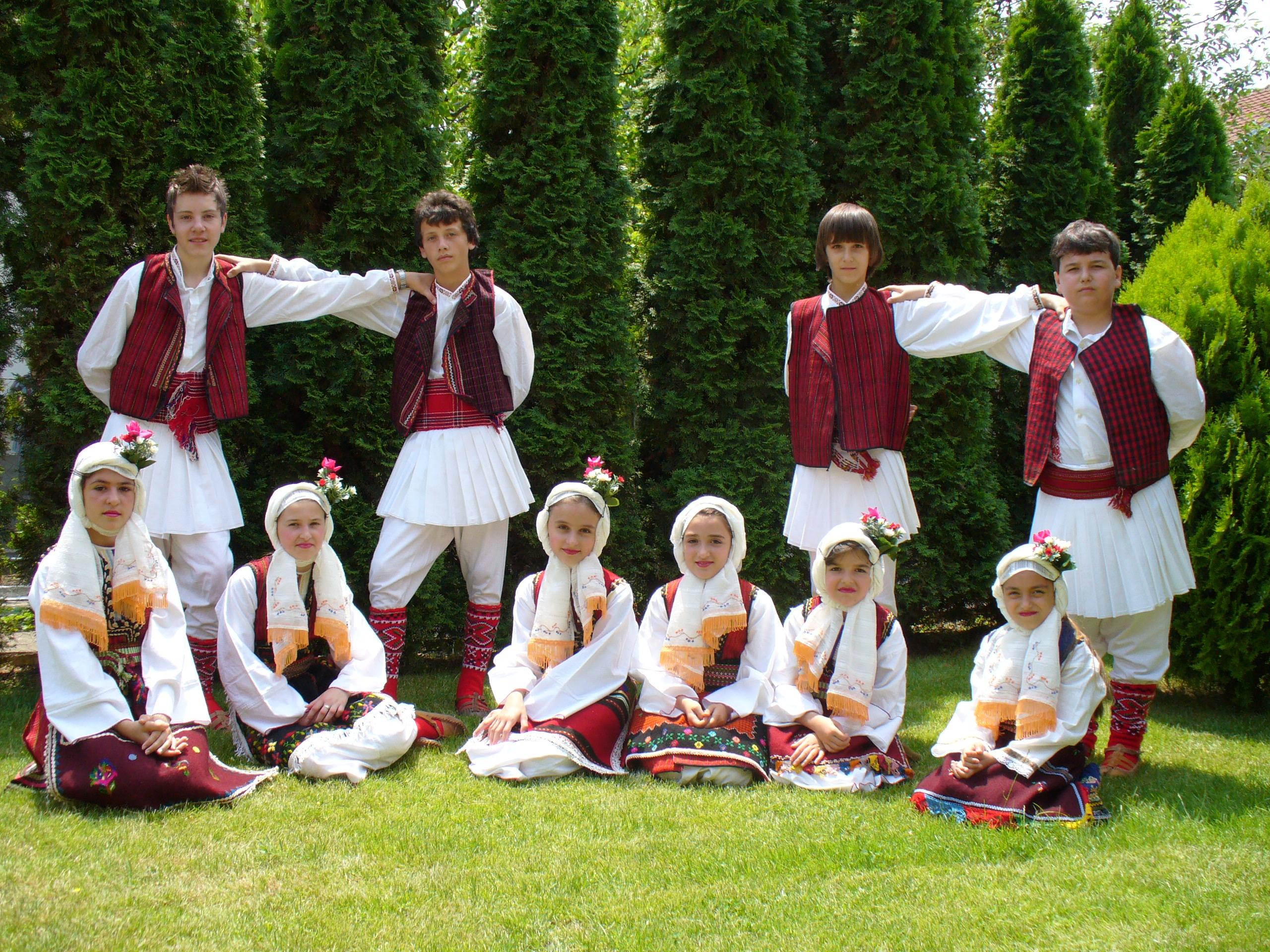
Costumes masculin et féminin de Skopje.
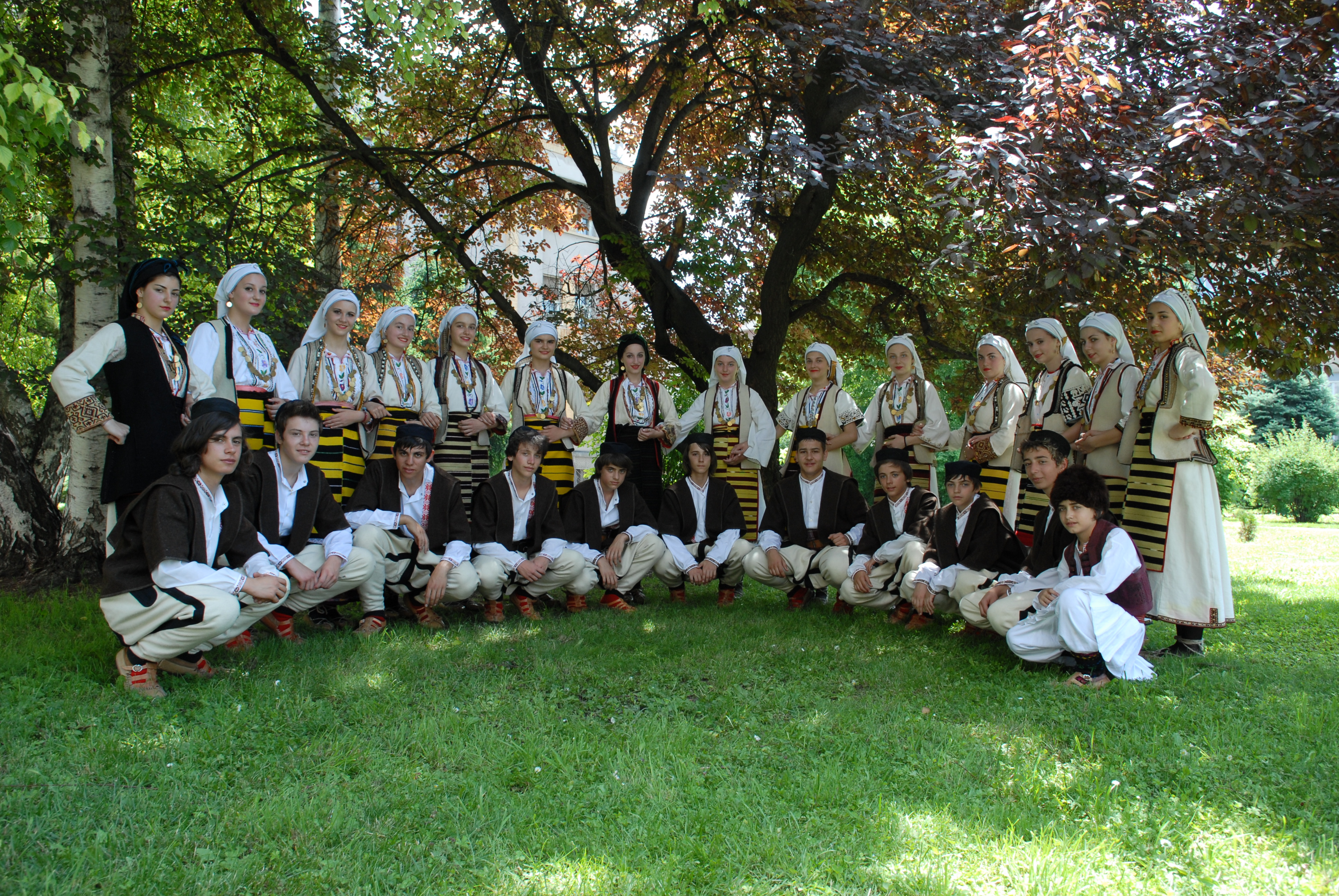
Costumes masculin et féminin de Kitchevo.
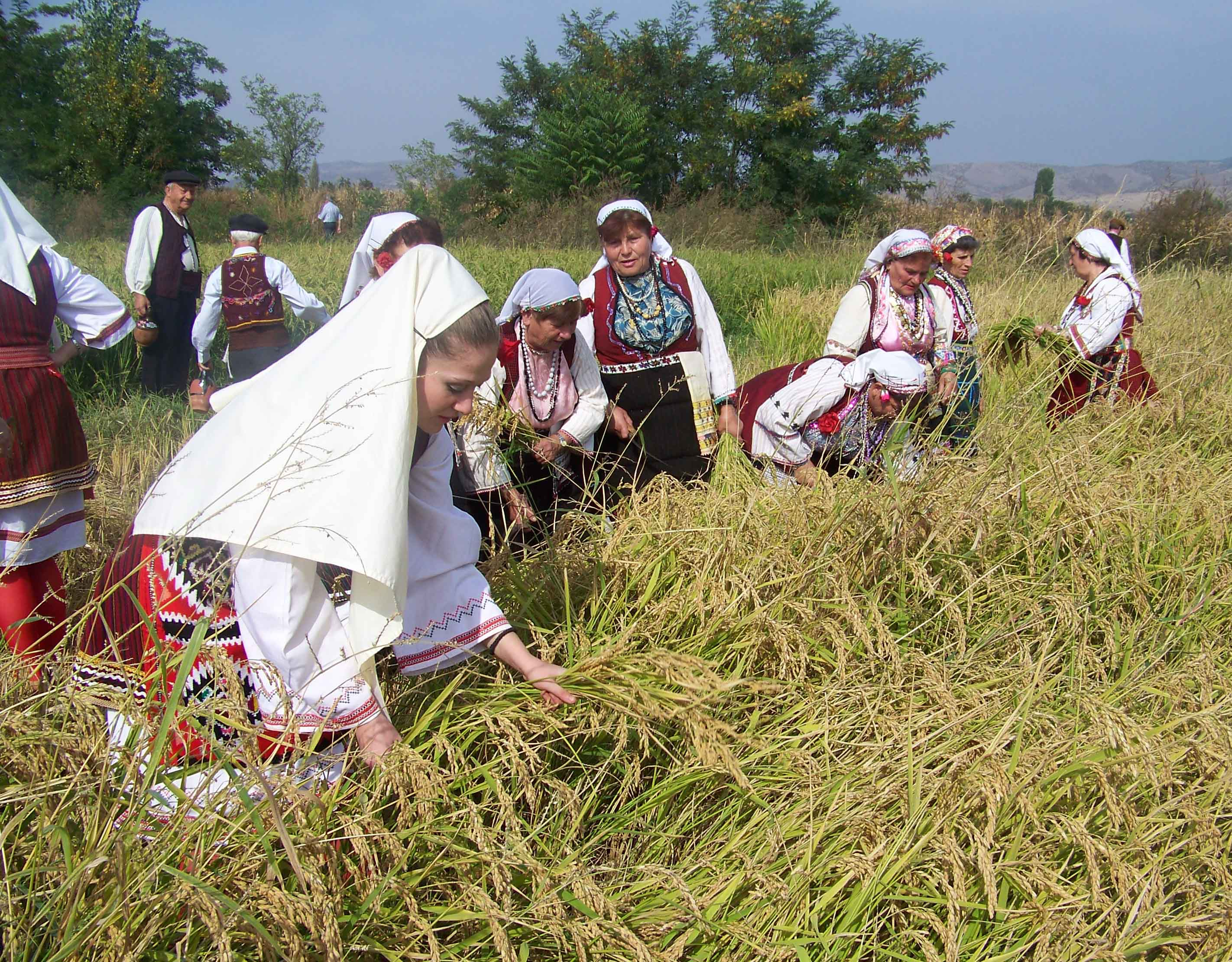
Moissons en costume traditionnel à Kotchani.
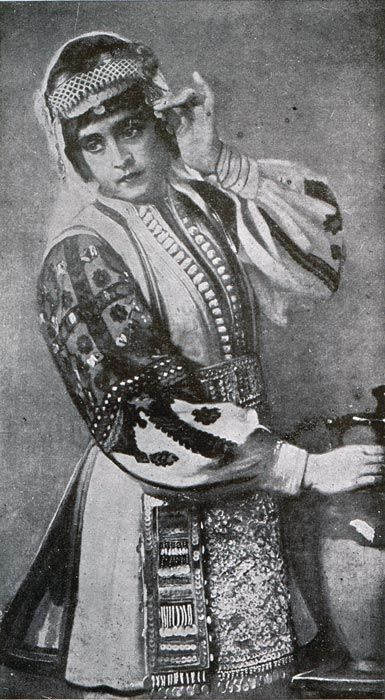
Costume de Gostivar.
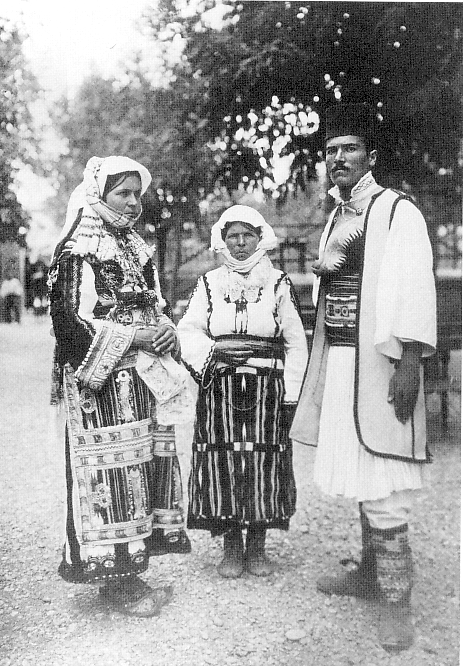
Costumes masculin et féminin du Nord du pays.

### Cuir
- Maroquinerie, Cordonnerie, Fourrure

### Papier
- Papier, Imprimerie, Techniques papetières et graphiques, Enluminure, Graphisme, Arts graphiques, Design numérique

### Bois
- Travail du bois, Boiserie, Menuiserie, Ébénisterie, Marqueterie, Gravure sur bois, Sculpture sur bois, Ameublement, Lutherie

### Métal
- Métal, Sept métaux, Ferronnerie, Armurerie, Fonderie, Dinanderie, Dorure, Chalcographie

### Poterie, céramique, faïence
- Mosaïque, Poterie, Céramique, Terre cuite

### Verrerie d'art
- Art verrier, Verre, Vitrail, Miroiterie

### Joaillerie, bijouterie, orfèvrerie
- Lapidaire, Bijouterie, Horlogerie, Joaillerie, Orfèvrerie

### Espace
- Architecture intérieure, Décoration, Éclairage, Scénographie, Marbrerie, Mosaïque
- Jardin, Paysagisme

## Arts visuels
- Arts visuels, Arts plastiques
- Art en République de Macédoine (rubriques)
- Académie macédonienne des sciences et des arts
- Arts visuels, Arts plastiques
- Macedonian art (en)
- Artistes macédoniens
- Artistes contemporains macédoniens
- Écoles d'art en Macédoine du Nord
- Musées d'art en Macédoine du Nord
- Liste de musées en Macédoine du Nord

### Dessin
- Gravure par pays

### Peinture

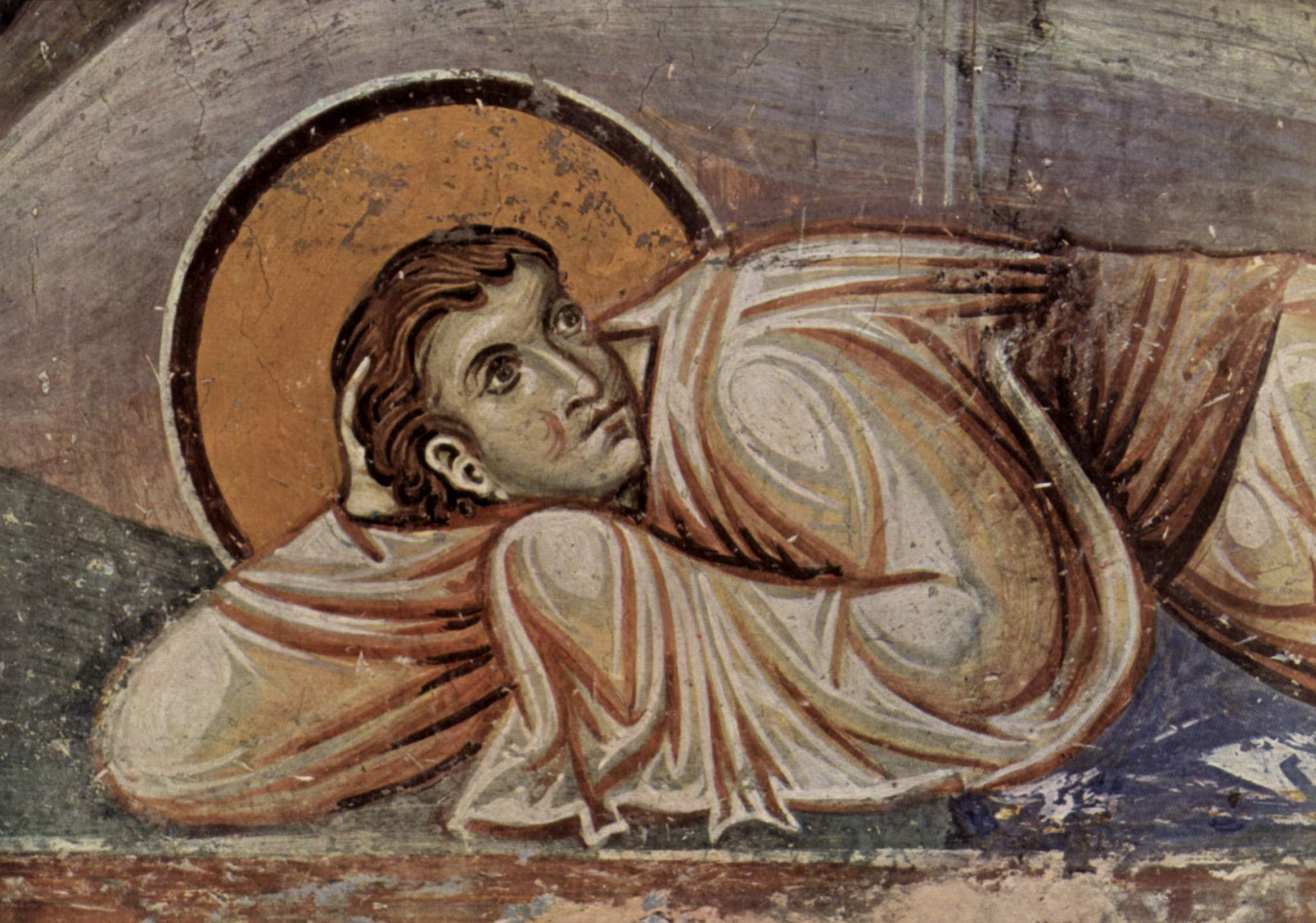
Fresque de Nerezi.

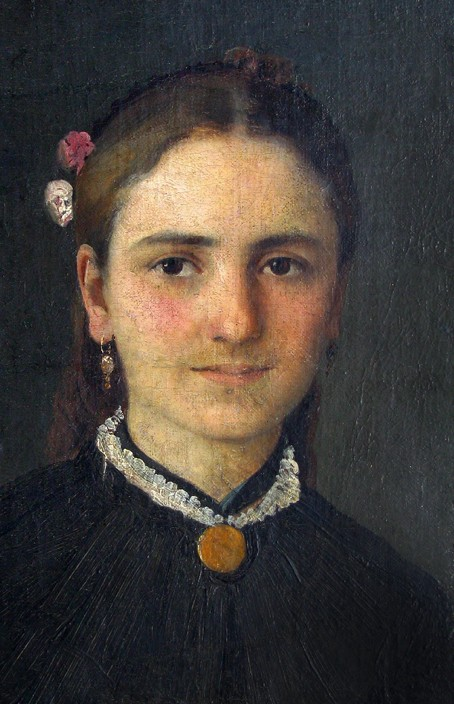
Portrait de femme par Ǵorǵi Zografski

- Peinture en Macédoine du Nord (rubriques)
- Peintres macédoniens

Les Macédoniens se sont particulièrement illustrés dans la production de fresques religieuses. Cette technique est apparue au XIe siècle. Les fresques macédoniennes se distinguent des canons byzantins par leur naturalisme et leur perspective tridimensionnelle. L'âge d'or est atteint au XIIe siècle, avec notamment les fresques de l'église de Nerezi. Après la conquête ottomane au XIVe siècle, la production de fresques décline et se retrouve confinée aux villages. Il faut attendre le XVIIIe siècle et la construction de grandes églises pour que les fresques connaissent un renouveau.

### Sculpture
- Sculpture en Macédoine du Nord (rubriques)
- Sculpteurs macédoniens

Le pays est aussi très riche en sculptures en bois. Ces sculptures sont essentiellement destinées à la décoration des églises, et plus particulièrement de leur iconostase. Les Ottomans apportèrent de nombreuses influences orientales et les sculpteurs macédoniens ont abondamment employé des motifs en arabesques. Les entrelacs de fleurs et les motifs animaliers sont d'autres motifs courants. Les Macédoniens d'autrefois ont aussi produit de nombreuses icônes orthodoxes, les plus anciennes retrouvées sont faites en terre cuite.
Depuis le XXe siècle, la Macédoine compte quelques musées de grande envergure, comme le Musée d'Art contemporain de Skopje, qui possède notamment des œuvres de Picasso, Jasper Johns, Howard Hodgkin et Nils-Udo. Le progrès économique et culturel des années 1930 puis la période socialiste ont également permis l'émergence de peintres, comme les expressionnistes Nikola Martinoski et Petar Mazev. Dimitar Kondovski a quant-à-lui réemployé les formes artistiques médiévales pour créer des tableaux inspirés d'icônes. Le sculpteur macédonien le plus célèbre, Dimo Todorovski, a laissé un grand nombre de statues et de monuments commémoratifs à travers le pays.

### Architecture

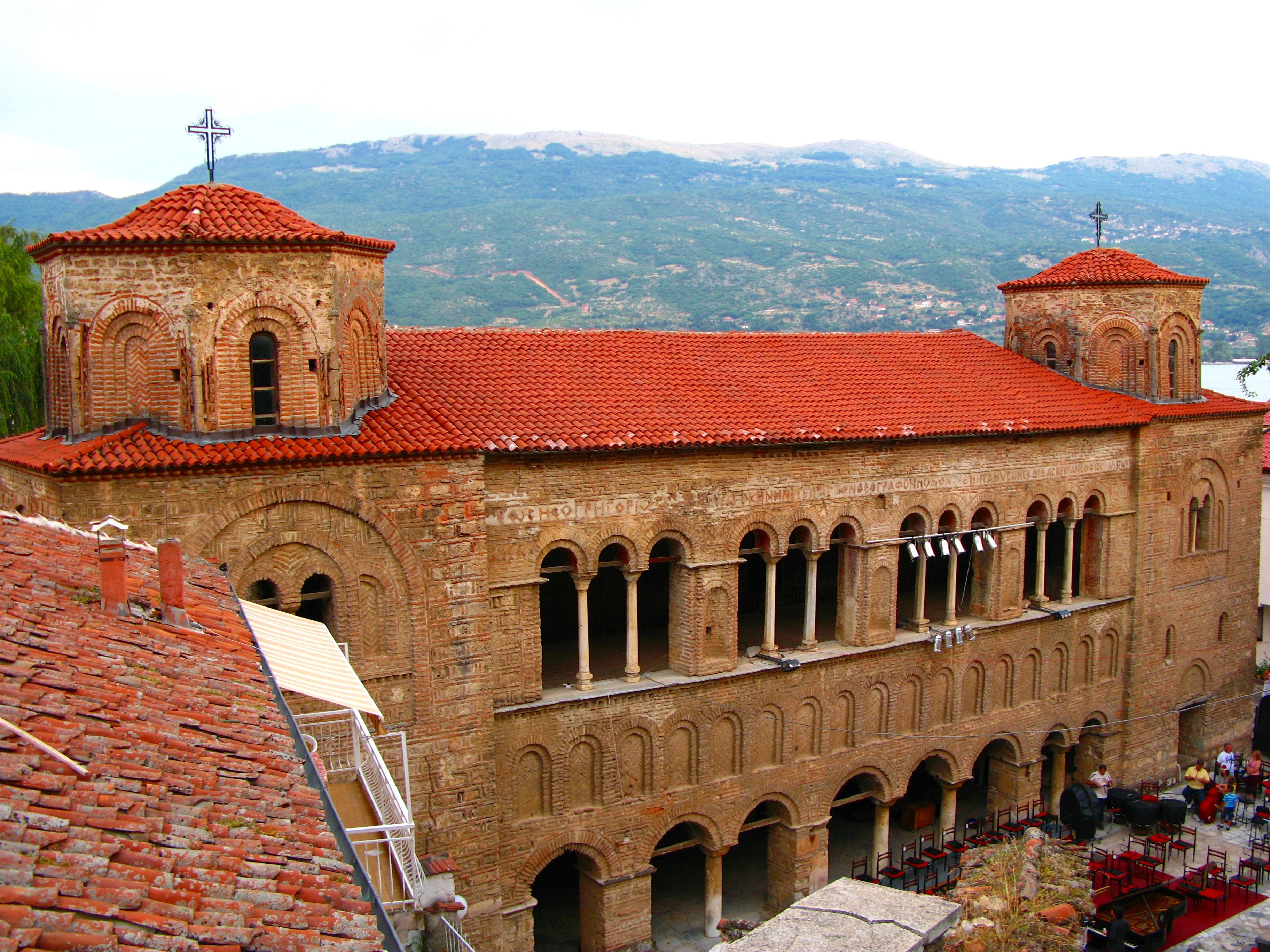
Exonarthex à galeries de Sainte-Sophie d'Ohrid.

- Architecture en Macédoine du Nord (rubriques)
- Architectes macédoniens

L'époque de Clément d'Ohrid, soit le Xe siècle, marque l'avènement d'une architecture slave macédonienne. Cette architecture est surtout religieuse et se retrouve dans les innombrables églises et monastères médiévaux du pays, qui s'inspirent largement de l'architecture byzantine. Sous le règne du tsar Samuel Ier de Bulgarie, au XIe siècle, le courant macédonien commence toutefois à s'éloigner des canons byzantins. Il se distingue notamment par la présence de quatre absides et de cinq coupoles enfilées. La cathédrale Sainte-Sophie d'Ohrid est le fleuron de cette architecture. Elle possède trois nefs, une coupole et un narthex. Ce narthex est doublé d'un exonarthex, ouvert sur l'extérieur par des galeries et encadré par deux tours coiffées de petites coupoles.
La forteresse de Samuel, elle aussi à Ohrid, est le meilleur exemple d'architecture militaire médiévale. Ses remparts font de 10 à 16 mètres de haut et il reste les vestiges de 18 tours et de quatre portes. La forteresse de Skopje est quant à elle un bon exemple de réemploi au fil des siècles puisqu'elle fut construite sous Justinien Ier, vers 535, et sans cesse réaménagée jusqu'au XXe siècle. Seuls subsistent aujourd'hui des portions de murs et trois tours, une carrée, une rectangulaire et une circulaire.
La conquête ottomane marqua la fin de l'architecture médiévale. Les églises furent négligées tandis que des mosquées apparaissaient dans les villes, tout comme des caravansérails et des hammams. Ces trois édifices sont les points principaux de la ville ottomane, ensemble, ils forment le bazar, souvent complété par une saat kula, ou tour de l'horloge, et un bezisten, ou marché couvert.

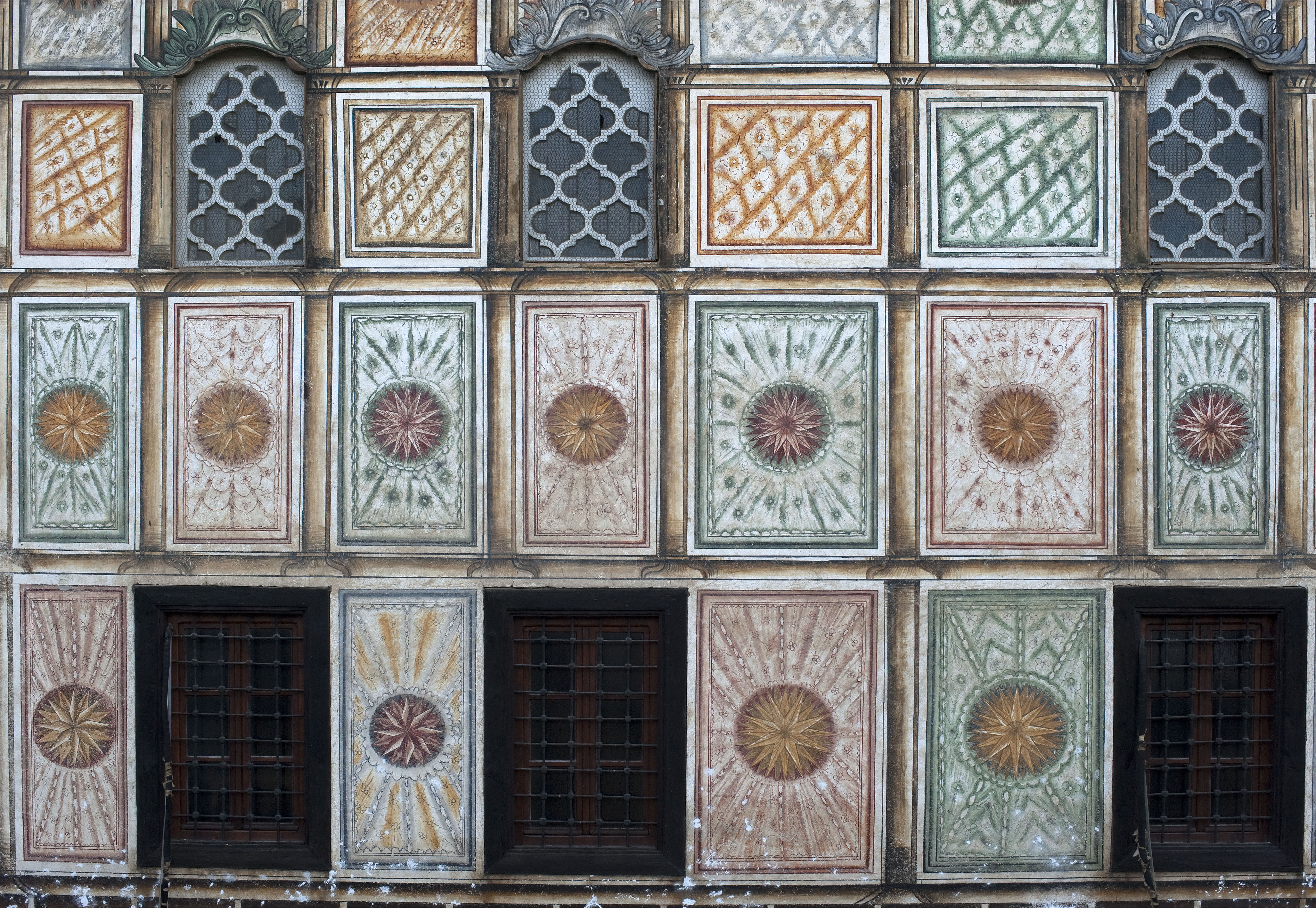
Panneaux muraux de la mosquée peinte de Tetovo.

Le pays conserve quelques très beaux exemples de l'architecture ottomane, notamment dans le bazar de Skopje, à Bitola à Chtip, et surtout à Tetovo, où se trouve la Mosquée peinte, construite au XVIIe siècle. Le turbe est un autre monument ottoman omniprésent en Macédoine du Nord, il s'agit de petits mausolées où reposent des dignitaires turcs. Il n'existe malheureusement aucune habitation médiévale ou ottomane encore debout en Macédoine. Les exemples les plus anciens d'architecture privée datent du XVIIIe siècle et les plus belles maisons du XIXe siècle se trouvent à Ohrid, Krouchevo, Kratovo ou encore Bitola ainsi que dans les villages, où subsistent parfois des fermes traditionnelles. La vieille-ville de Krouchevo fut notamment visitée par Le Corbusier, il apprécia grandement l'ensemble compact de maisons caractérisées par des couleurs vives, des balcons, des porches et de lourdes portes de bois. L'influence occidentale se fait omniprésente après 1850. Le centre de Bitola, bien préservé, date essentiellement de cette période et possède des immeubles néoclassiques colorés typiques de l'Europe centrale et l'Autriche-Hongrie.
Après la Seconde Guerre mondiale, le marché de la construction explose et l'architecture socialiste est largement privilégiée. Le projet contemporain le plus audacieux est le plan de reconstruction de Skopje, détruite à 80 % en 1963. Ce plan fut notamment dirigé par Kenzō Tange, qui avait déjà planifié la reconstruction d'Hiroshima. Depuis la fin du régime communiste, l'architecture contemporaine occidentale fait son apparition, notamment à Skopje.

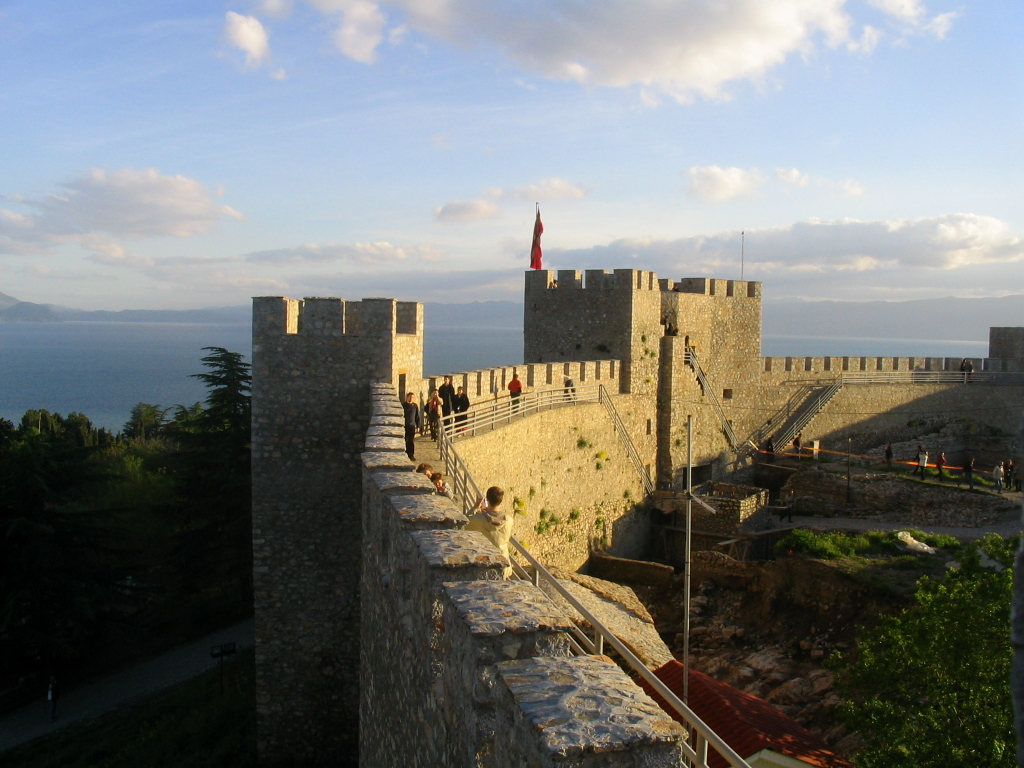
Forteresse d'Ohrid.
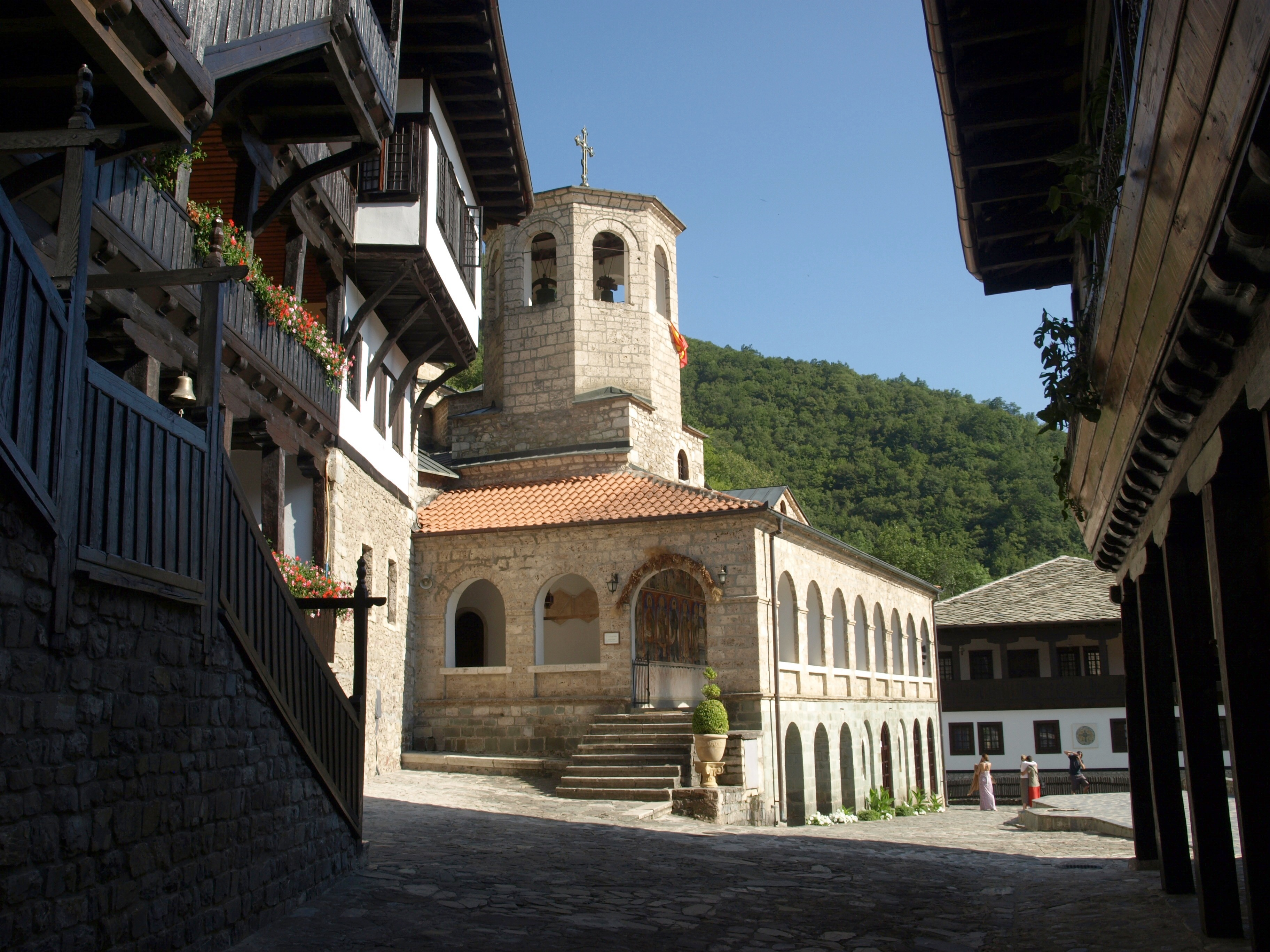
Monastère Saint-Jean Bigorski.
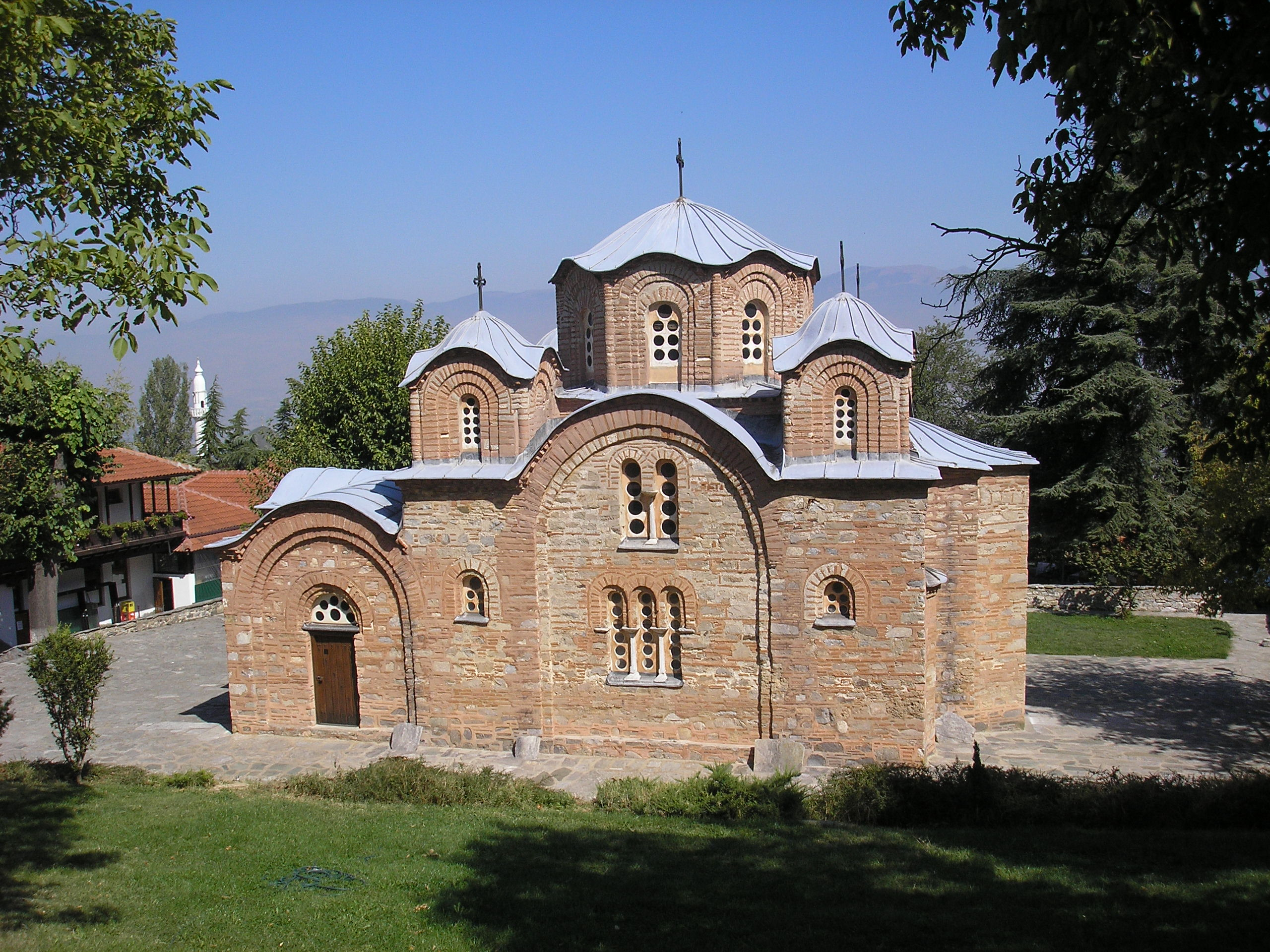
Église St-Pantaleimon de Nerezi.
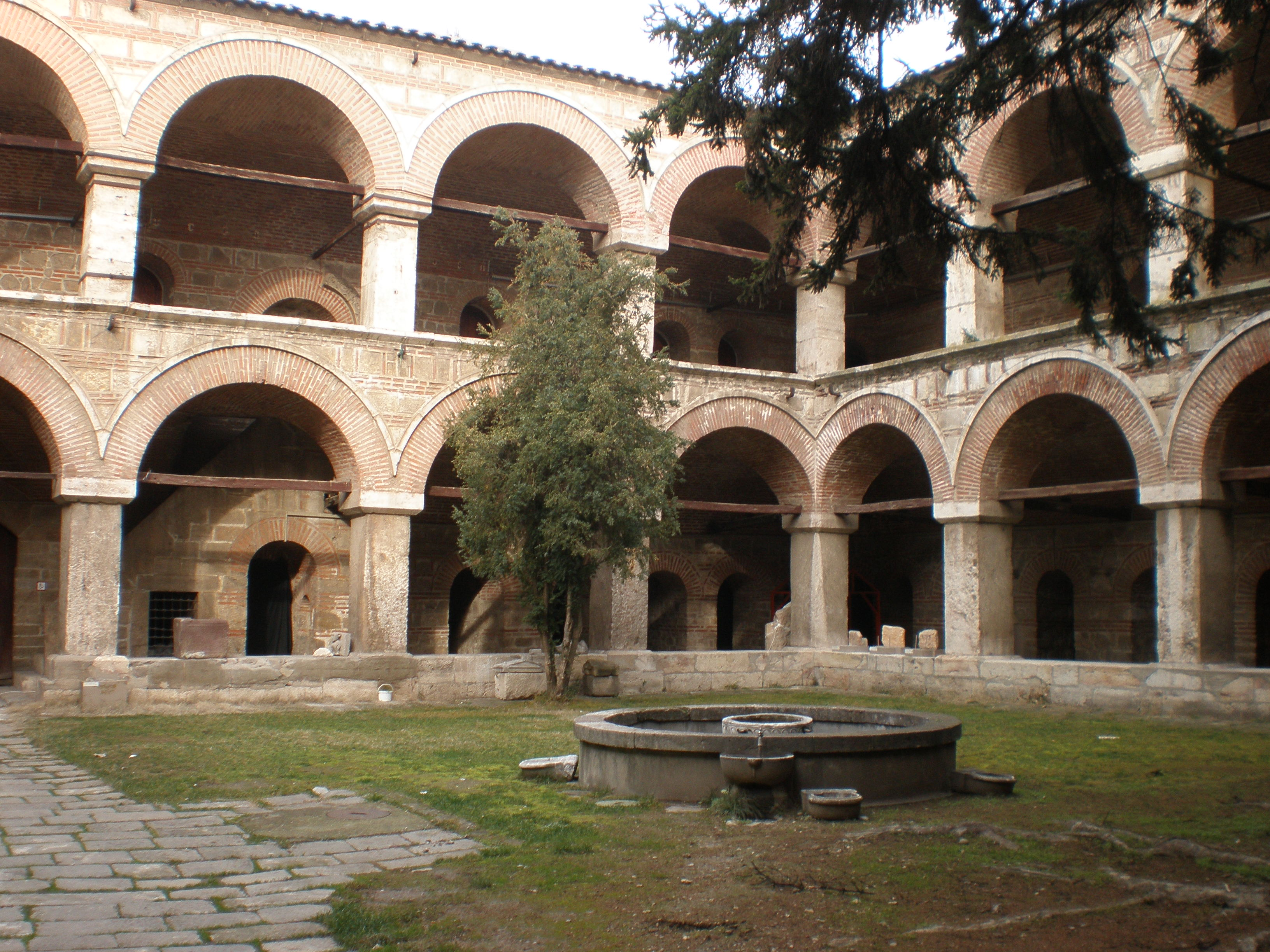
Caravansérail Koursoumli An de Skopje.
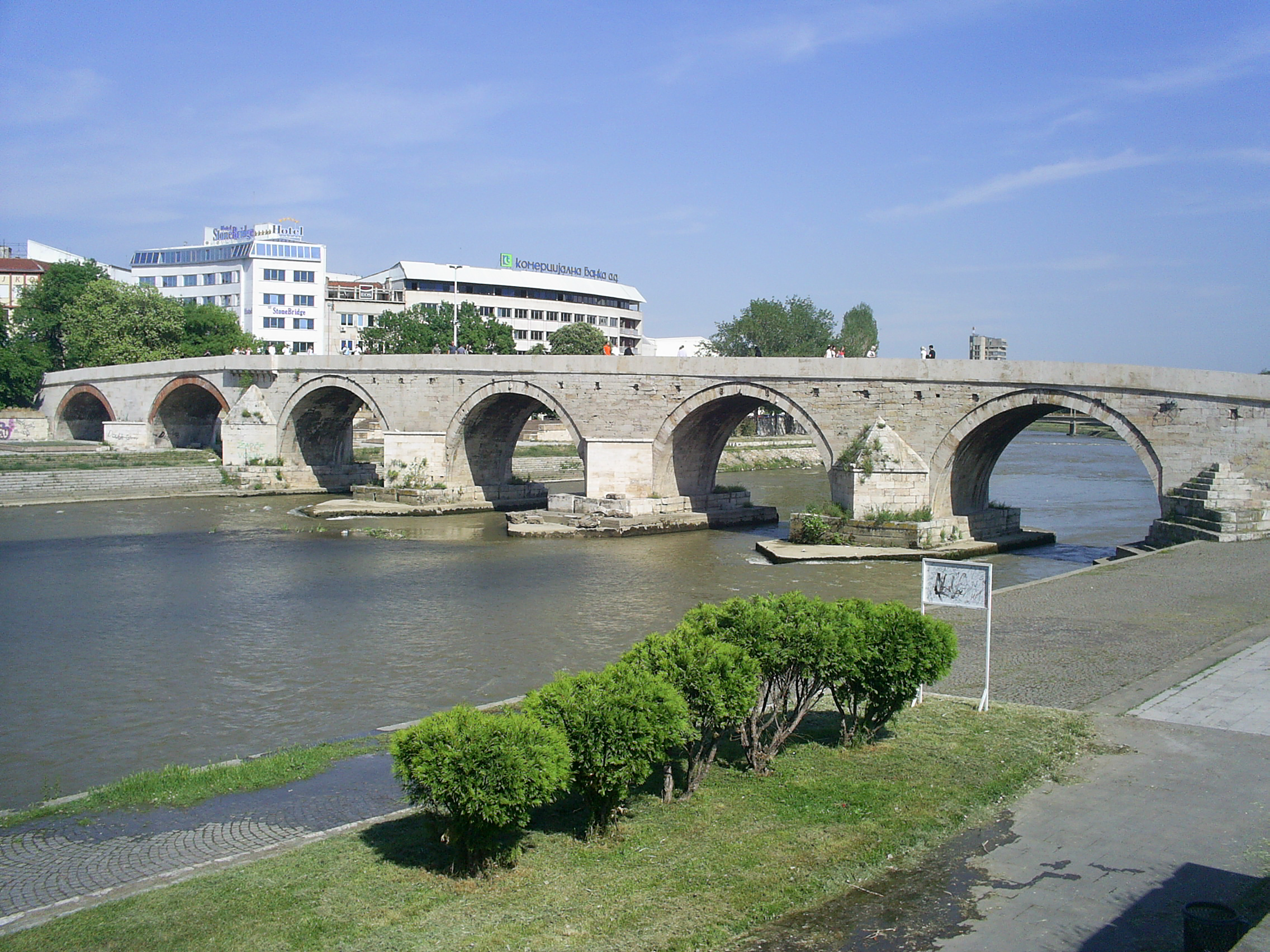
Pont Turc de Skopje.
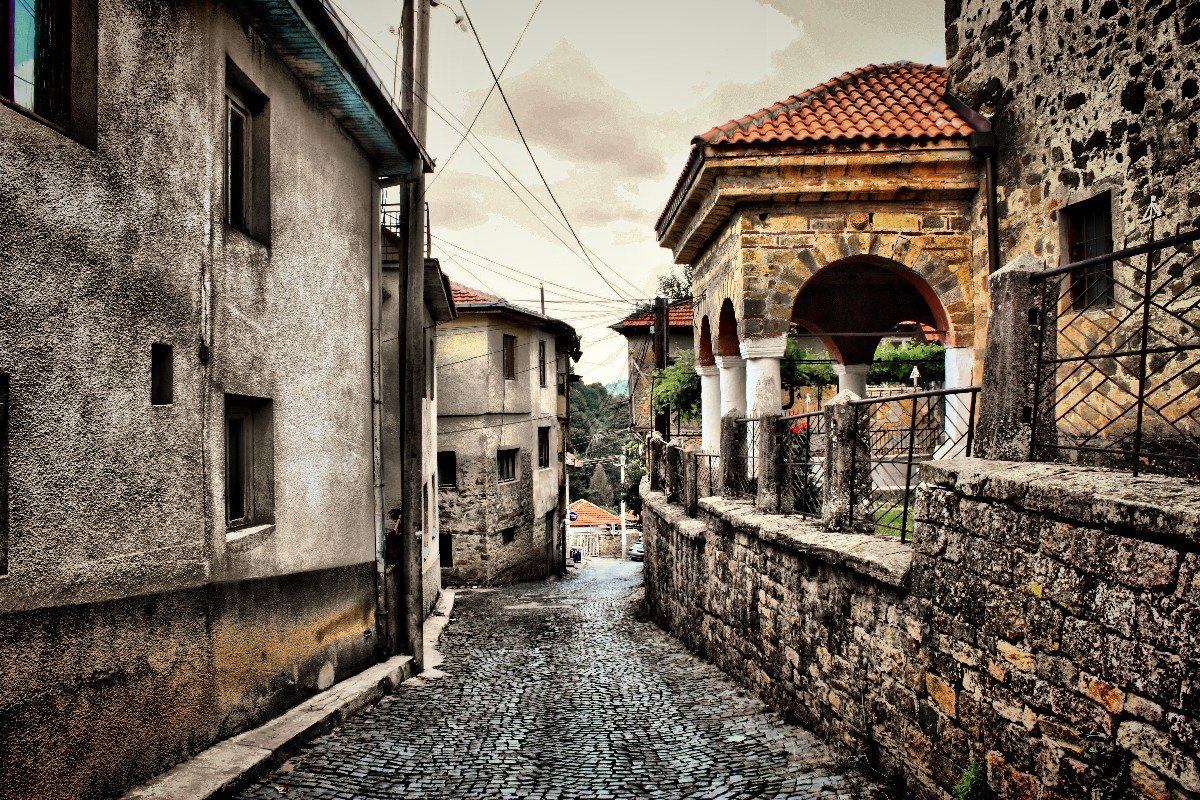
Vieille-ville ottomane de Kratovo.
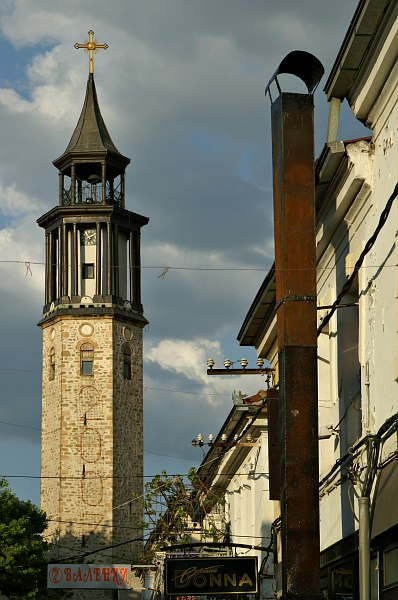
Tour de l'horloge de Prilep.
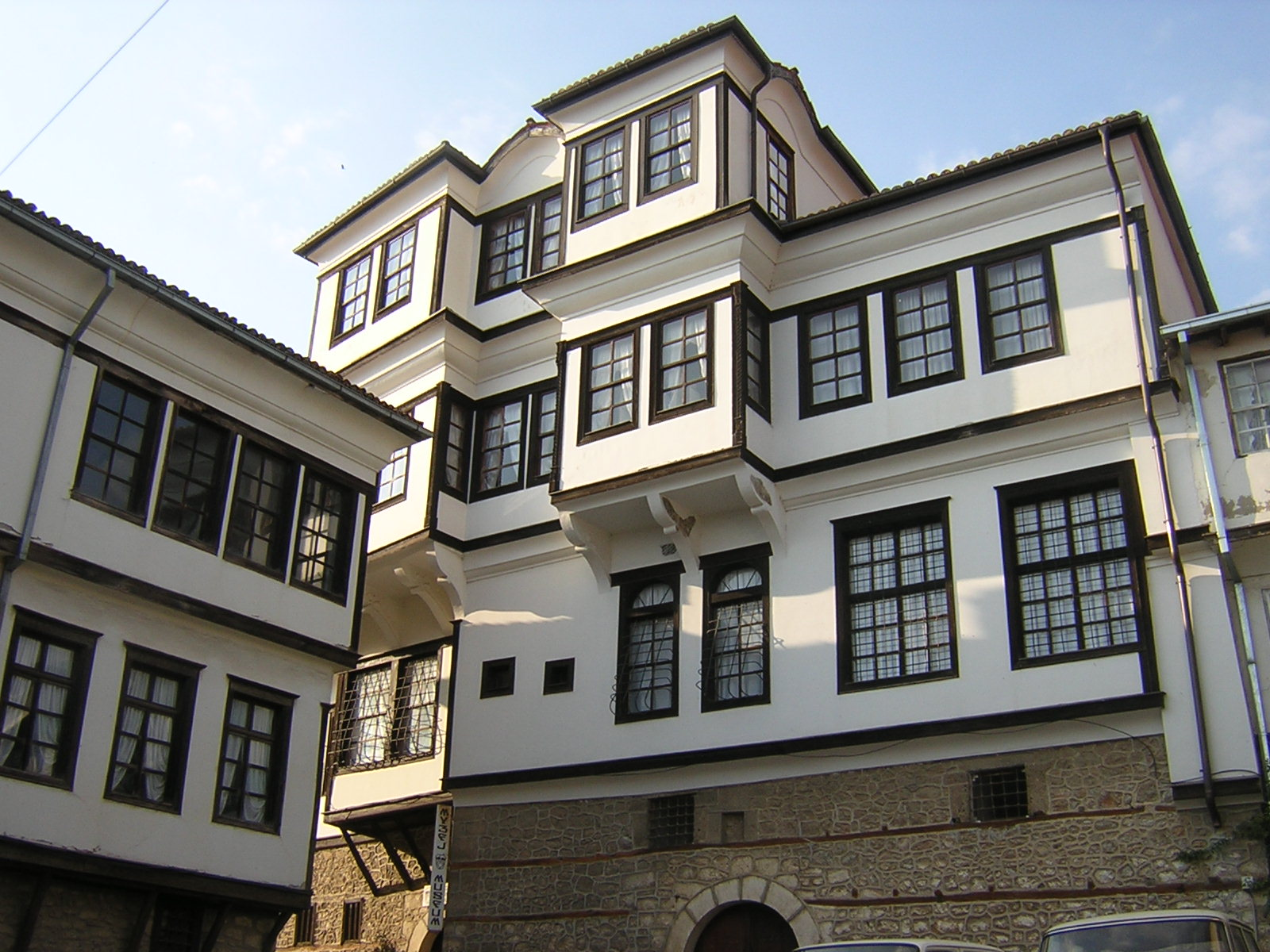
Maison du XIXe siècle à Ohrid.
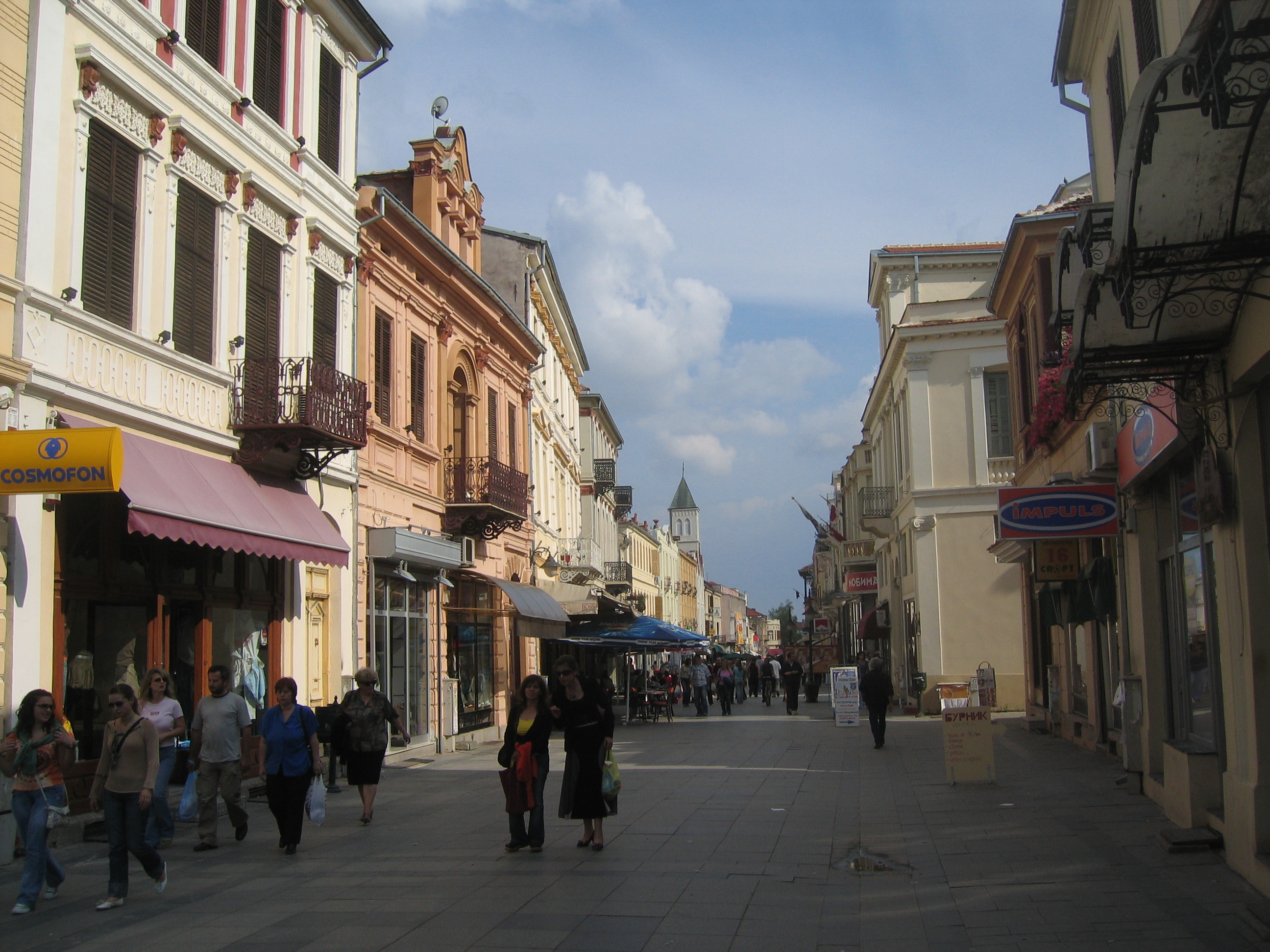
Architecture européenne de Bitola.
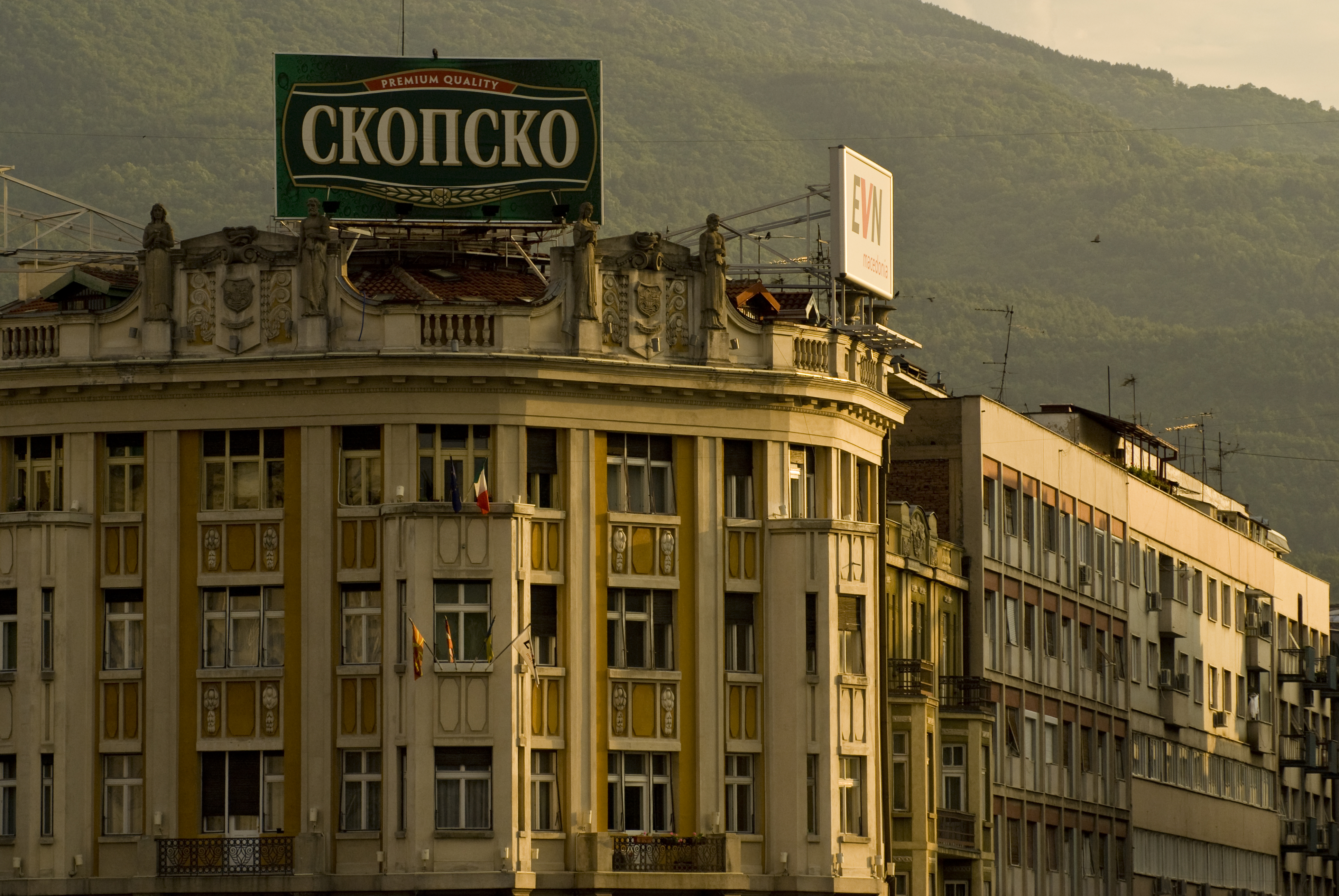
Le Palais Ristiḱ de Skopje, des années 1920.
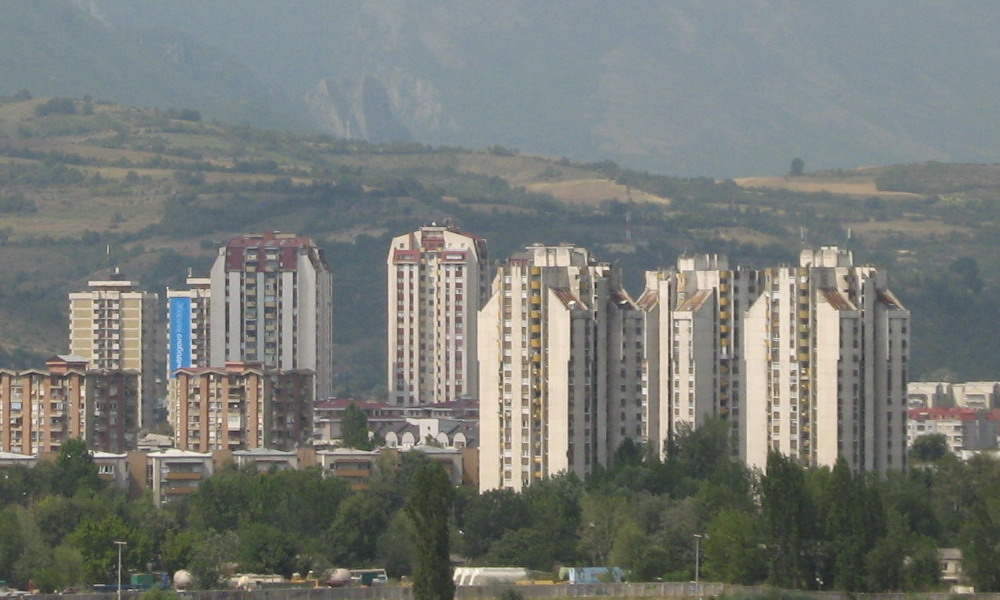
Architecture socialiste à Skopje.
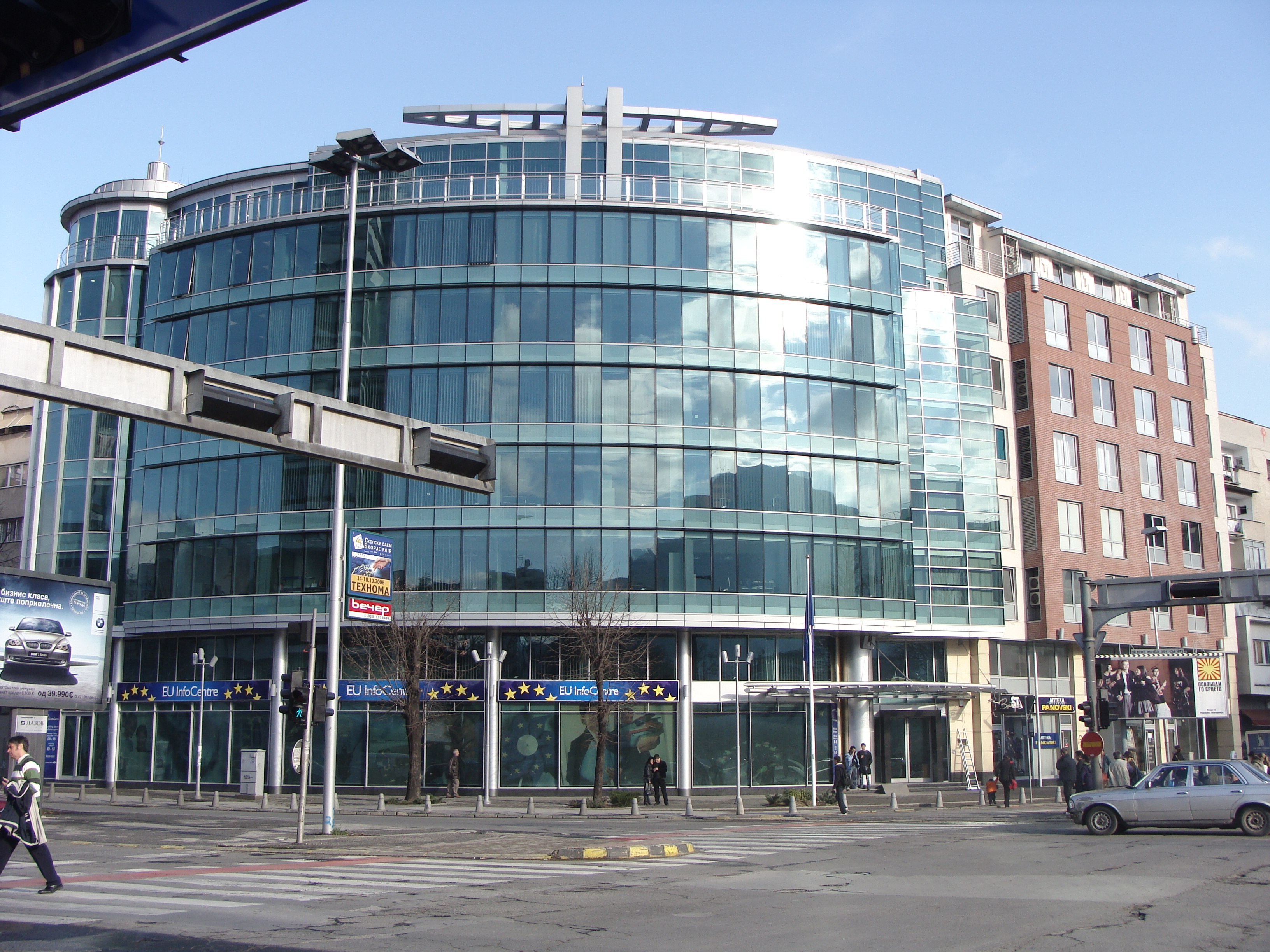
Architecture contemporaine à Skopje.
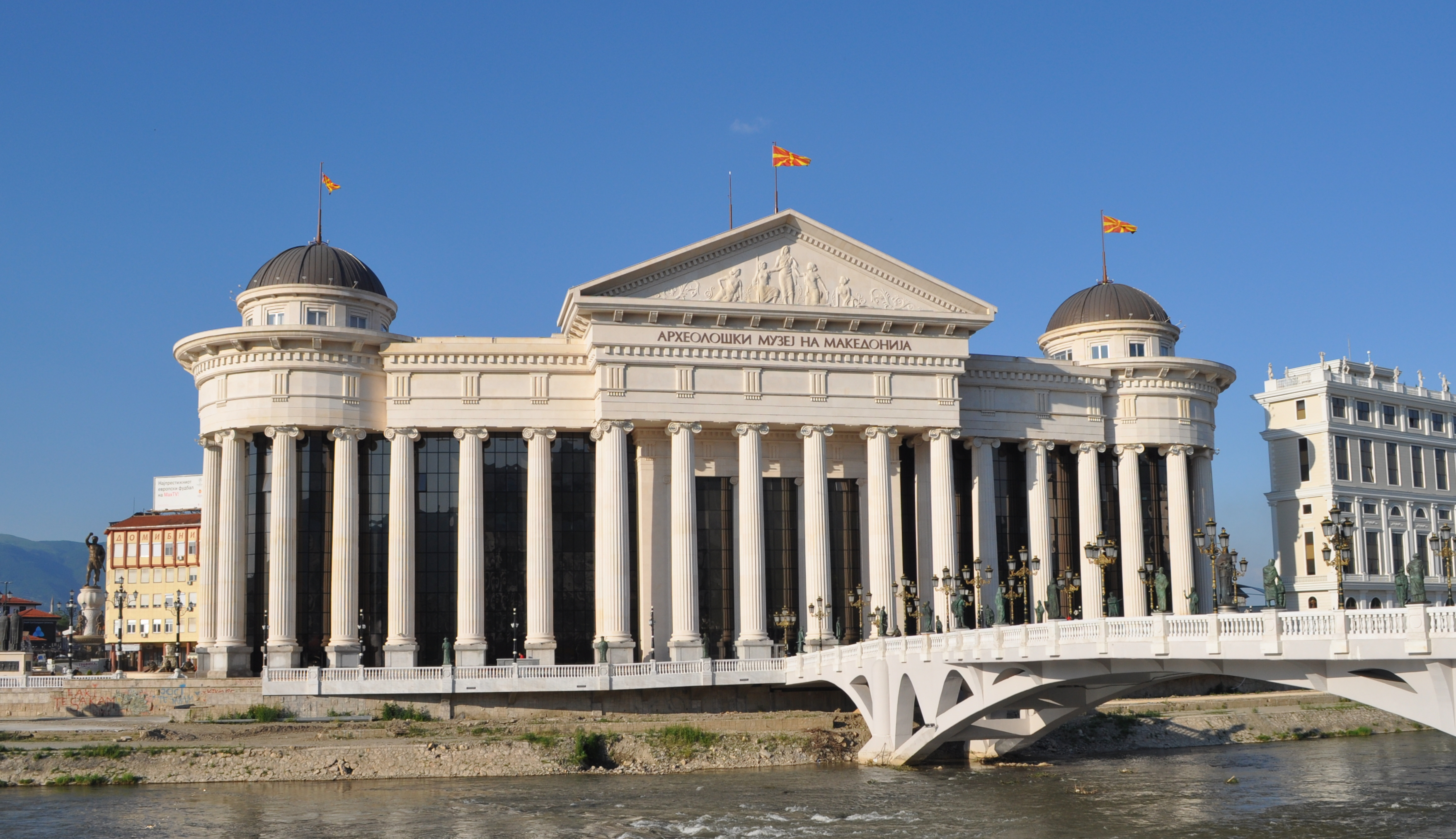
Le Musée archéologique, de style néo-classique.

### Photographie
- Photographes macédoniens

### Graphisme
- Graphistes macédoniens

## Arts du spectacle
- Spectacle vivant, Performance, Art sonore
- Arts de performance en Macédoine du Nord

### Musique

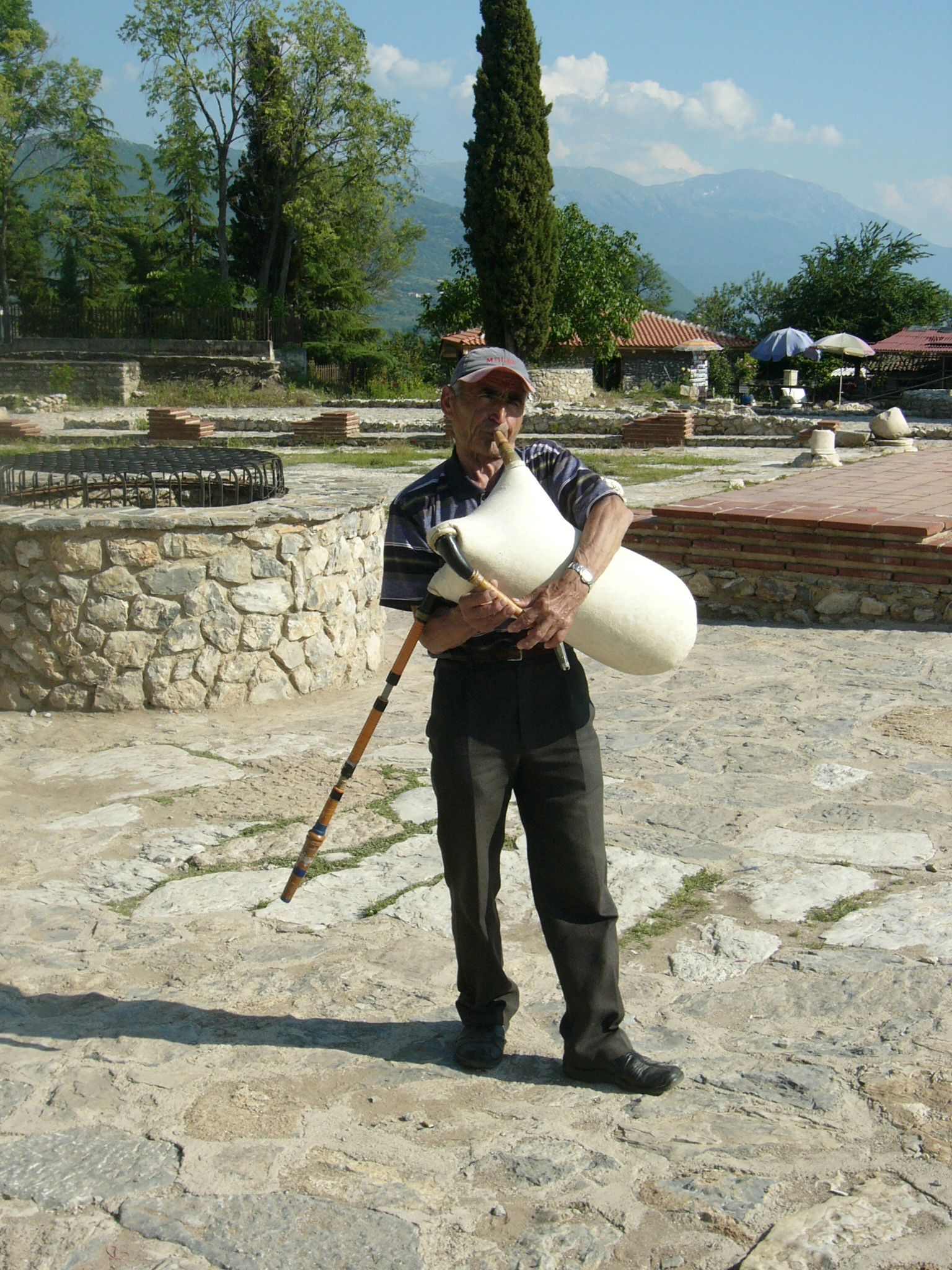
Joueur de gaïda

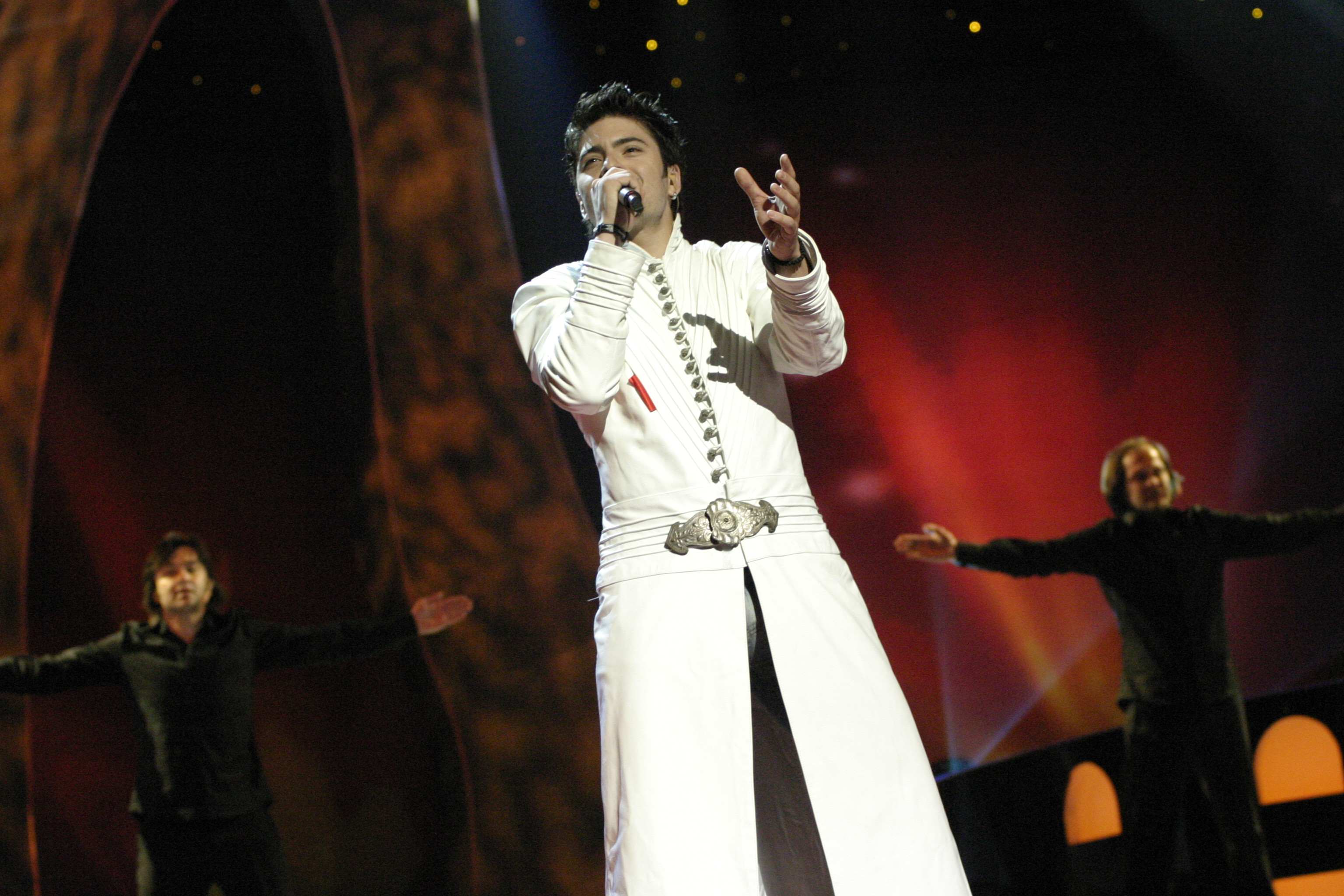
Tose Proeski

- Musique par pays, Musique improvisée, Improvisation musicale
- Musique traditionnelle
- Musique macédonienne, Musique macédonienne (rubriques)
- Musiciens macédoniens, Compositeurs macédoniens
- Chant choral macédonien
- Chanteurs macédoniens, Chanteuses macédoniennes
- Écoles de musique par pays, École de musique en Macédoine du Nord
- Œuvres de compositeurs macédoniens, Opéras macédoniens
- Musique yougoslave (1945-1992)
  - Punk yougoslave, Nouvelle vague musicale yougoslave
  - Popular music in the Socialist Federal Republic of Yugoslavia (en)
- Hip-hop serbe, Turbo folk
- Musique traditionnelle, classique, contemporaine, populaire / urbaine
- Musique des Balkans

- Festivals de musique en Macédoine du Nord
- Récompenses de musique en Macédoine du Nord

La musique traditionnelle s'est développée au Moyen Âge ; elle est considérablement influencée par la musique religieuse byzantine. La propagation de la musique liturgique en Macédoine du Nord s'est probablement produite grâce à l'université de Saint Clément d'Ohrid et plusieurs manuscrits musicaux médiévaux nous sont parvenus intacts. La musique folklorique accorde donc une grande importance aux chants, notamment féminins. Cette musique possède des rythmes très originaux, puisqu'ils sont irréguliers. L'origine de ces rythmes est inconnue et ils sont spécifiques à la Macédoine du Nord. Le rythme 4/8 suit par exemple le rythme 5/8, 7/8 est suivi par 4/8 et 9/8 par 11/8. Un autre rythme populaire est la sedmorka (septième), 7/16. Les instruments employés sont souvent d'origine turque, comme la zurna (famille des hautbois), le tapan (tambour), la tamboura (guitare de la famille des luths) ou encore la gaïda (cornemuse).
La musique macédonienne n'a eu aucun contact avec l'Occident avant le XIXe siècle. Des étudiants macédoniens partis étudier à Vienne rapportent alors de nouveaux rythmes dans leur pays natal. À la fin du siècle, la musique classique fait également son apparition et des orchestres sont fondés. Au cours du XXe siècle, plusieurs compositeurs macédoniens éditent des œuvres mêlant musiques classique et folklorique.
La musique contemporaine est notamment marquée par Leb i Sol, groupe de rock des années 1970 et 1980, par un courant dark wave mêlant chant orthodoxe et musiques underground, illustré par les groupes Mizar, Arhangel et Padot na Vizantija, et par la musique pop, illustrée par Toše Proeski, Karolina Gočeva ou encore Elena Risteska. Les figures de proue de la musique classique macédonienne actuelle sont le pianiste Simon Trpčeski et le ténor Blagoj Nacoski. La danse classique, apparue dans le pays au début du XXe siècle, est toujours très populaire et la Macédoine possède de nombreuses écoles de danse.
Le pays compte plusieurs grands festivals, comme le Skopje Jazz Festival, qui a notamment accueilli Ray Charles, Youssou N'Dour, Tito Puente, Sierra Maestra, Rabih Abou-Khalil et Gotan Project et le Skopje Summer qui regroupe des concerts et des expositions qui ont souvent lieu dans des endroits ouverts à tous (rues, parcs, sites touristiques...). May Opera Evenings, lui aussi à Skopje, inclut généralement des opéras, de la musique symphonique et des récitals.

### Danse
- Danse en Macédoine du Nord, Danse en Macédoine du Nord (rubriques)[11]
- Liste de danses, Catégorie:Danse par pays
- Liste de(s) danses nationales (en)
- Liste de danses populaires, ethniques, régionales par origine (en)
- Danse traditionnelle, moderne
- Danse contemporaine
- Liste de compagnies de danse et de ballet, Compagnies de danse contemporaine
- Danse en Yougoslavie (1945-1992), Danse en Yougoslavie (rubriques)
- Liste de chorégraphes contemporains, Chorégraphes macédoniens
- Danseurs macédoniens
- Serbian dances (en), Kolo (danse)
- Festivals de danse en Macédoine du Nord
- Récompenses de danse en Macédoine du Nord
- Catégorie:Patinage artistique en Macédoine du Nord

La danse folklorique la plus connue est l'oro, dansé en cercle. La culture musicale tzigane s'illustre par le tchotchek, danse d'origine turque, et par les fanfares. Esma Redžepova et le Kočani Orkestar sont les deux principaux ambassadeurs de la musique tzigane macédonienne.

### Théâtre

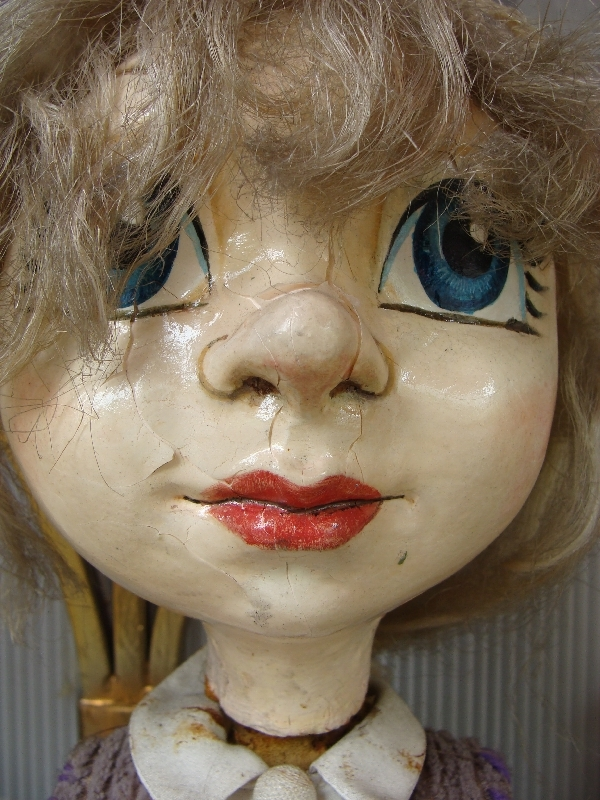
Marionnette du Théâtre de Skopje

- Improvisation théâtrale, Jeu narratif
- Théâtre en Macédoine du Nord, Théâtre macédonien (rubriques), Théâtre yougoslave (rubriques)
- Dramaturges macédoniens
- Metteurs en scène macédoniens, Liste de metteurs en scène macédoniens
- Pièces de théâtre macédoniennes
- Salles de théâtre :
- Troupes ou compagnies :
- Festivals de théâtre : Theatre Fest (en) (Skopje, en avril)
- Récompenses de théâtre :

Le théâtre existe en Macédoine depuis l'Antiquité. Quatre théâtres antiques ont ainsi été découverts sur le territoire de la république, à Skopje, Ohrid, Stobi et Bitola. La tradition théâtrale se poursuit pendant l'ère byzantine, avec notamment l'apparition du théâtre de marionnettes. La plupart des danses rituelles macédoniennes possèdent des moments théâtraux hérités de coutumes païennes slaves, comme les babari, dansés au Nouvel An, les vasilitsari, dansés lors de la Saint-Basile, les koledari, dansés à Noël, etc.
Sous la domination ottomane apparaissent les théâtres d'ombres turcs et le théâtre à l'occidentale s'implante au début du XXe siècle. Le premier théâtre classique du pays est ainsi construit en 1906 à Skopje et un second ouvre ses portes à Bitola en 1908. Ensuite, de nombreux auteurs macédoniens publient des pièces de théâtre dans leur langue.

### Autres scènes: marionnettes, mime, pantomime, prestidigitation
Les arts mineurs de scène, arts de la rue, arts forains, cirque, théâtre de rue, spectacles de rue, arts pluridisciplinaires, performances manquent encore de documentation pour le pays …
Pour le domaine de la marionnette, la référence, le site de l'Union internationale de la marionnette UNIMA), ne fournit pas d'information. À l'époque de la Yougoslavie, des troupes dont donné des spectacles, des formations ont eu lieu, mais l pratique semble s'être interrompue dans le pays.

### Cinéma
- Cinéma macédonien, Cinéma macédonien (rubriques)
- Animation par pays, Cartoon
- Réalisateurs macédoniens, Scénaristes macédoniens, Monteurs macédoniens
- Acteurs macédoniens, Actrices macédoniennes
- Films macédoniens, Liste de films macédoniens
  - Films documentaires macédoniens
  - Films d'animation macédoniens
- Liste de films de la République de Macédoine (en)
- Cinéma yougoslave, Cinéma yougoslave (rubriques) (1945-1992), Archives du film yougoslave de Belgrade, Liste de films yougoslaves (en)
- Cinémathèque
- Festivals et récompenses de cinéma :

La Macédoine du Nord a développé depuis 1945 une petite industrie cinématographique. Sous le régime communiste, les Studios Vardar produisent ainsi 36 films, mais les réalisateurs de l'époque manquent de liberté puisqu'ils doivent répondre à des commandes du pouvoir et illustrer la réalité socialiste du pays. Seul le film Bonne Année 49 du réalisateur Stole Popov, sorti en 1986, se distingue par sa liberté artistique. Parmi les autres films notables de l'époque socialiste se trouve Miss Stone, le premier en couleur, sorti en 1958. Après l'indépendance, le cinéma macédonien connaît un renouveau, marqué par la nomination du film Before the Rain de Milcho Manchevski aux Oscars en 1995. Ce dernier réalise également Dust et Shadows, deux films sortis à l'étranger. Le Livre secret, Mirage, Je suis de Titov Veles et Bal-Can-Can sont d'autres films contemporains qui ont été produits à l'étranger.

### Autres
- Vidéo, Jeux vidéo, Art numérique, Art interactif
- Culture alternative, Culture underground

## Tourisme
- Tourisme en Macédoine du Nord, Tourisme en Macédoine du Nord (rubriques)
- Sur WikiVoyage
- Conseils aux voyageurs pour la Macédoine du Nord :
  - France Diplomatie.gouv.fr
  - Canada international.gc.ca
  - CG Suisse eda.admin.ch
  - USA US travel.state.gov

## Patrimoine

### Musées
- Liste de musées en Macédoine du Nord

### Liste du Patrimoine mondial
Le programme Patrimoine mondial (UNESCO, 1971) a inscrit :
- Liste du patrimoine mondial en Macédoine du Nord

### Liste représentative du patrimoine culturel immatériel de l’humanité
Le programme Patrimoine culturel immatériel (UNESCO, 2003) a inscrit dans sa liste représentative du patrimoine culturel immatériel de l'humanité :
- 2017 : L'Hıdrellez, fête du printemps[12],
- 2017 : Les pratiques culturelles associées au 1er mars[13], (Bulgarie, ex-République yougoslave de Macédoine, République de Moldova et Roumanie),
- 2015 : Le glasoechko, chant d'hommes à deux voix dans le bas Polog[14],
- 2014 : La kopatchkata, danse communautaire du village de Dramtche, Pianets[15],
- 2013 : La fête des Quarante saints martyrs à [16].

### Registre international Mémoire du monde
Le programme Mémoire du monde (UNESCO, 1992) a inscrit dans son registre international Mémoire du monde (au 10/01/2016) : aucun document.